# モンスター娘のお医者さん
『モンスター娘のお医者さん』（モンスターむすめのおいしゃさん）は、折口良乃による日本のライトノベルおよびそれを原作としたメディアミックス作品。イラストはZトンが担当している。ダッシュエックス文庫（集英社）より2016年6月から2022年3月まで刊行された。また、北米版が2017年12月から刊行されている。

## あらすじ
かつてヴィヴル山脈を境とし100年にわたり人間と魔族が戦争をしていた世界。そんな遺恨が残る世界で人間と魔族が共存できる街リンド・ヴルム。その街で魔族専門の医師として活躍する人間族のグレンは、助手である ラミア族のサーフェと共に診療所を営む。

## 登場人物
声の項はテレビアニメ版の声優。

### リンド・ヴルム

#### 診療所の人物
グレン・リトバイト
声 - 土岐隼一、小市眞琴（幼少期）
種族 - 人間
本作の主人公。17歳の青年。東方の表記では紅蓮・リトバイト。リトバイト診療所医院長。平和となった世界で魔族専門の診療所を営む。
性格は気弱で、そのせいでより若く見られることもある。幼いころから魔族に関する本を読み漁るなど、知識欲が有りかつ正義感をもつ。知識欲からか、診察に没頭しすぎることがあり、サーフェから配慮が足りないと言われるほど。無自覚な仕事中毒で、診療所に患者が来なければ、往診して病人を探そうとする。過労で倒れたこともある。
生まれは人間領東端の商家の次男で、父は東方商会同盟の幹部。家業は古くから元老院の御用商人をしている廻船問屋で、首都周辺の船を全部仕切る絶大な権力を持つ商家の御曹子であった。家督争いに参加することなく、兄のソーエンに跡目を譲ったのだが、その際のいざこざで勘当寸前になり、原因を作った兄とは仲が悪い。
助手のサーフェとは幼馴染で、魔族領のネメア・アカデミーでは姉弟関係。アカデミー卒業時にサーフェから貰った金竜の鱗のアクセサリーを大切にしている。在学中はサーフェやライムと同じ研究室で魔族の悩み相談を引き受けていたが、過労に起因する転落事故によって脳挫傷を起こし、クトゥリフとライムの処置で一命は取り留めたが短期記憶を喪失している。
魔族領へ留学した初の人間。人間で唯一の魔族専門の医師で、師のクトゥリフから唯一、リンド・ヴルムで診療所の開業を許された天才。作業速度はともかく、技術の繊細さや丁寧さでは師を超えつつある。スカディの手術の執刀医の一人を担当し、手術を受けようとしない彼女の説得にもあたった。自分の病院を持ちたいという思いはあるが、大病院を院長として経営するのではなく、患者1人1人を自分で診察することに拘りがある。師が『気』という概念には懐疑的なので、鍼治療などの東方の医術については独学。後に『鬼変病』の診療記録の買取料で借金を完済、晴れて独立を果たす。
体力は多少あるが、ソーエンから体力をスィウに奪われたと評される程度で、勉強一筋だったため格闘技や武術の心得は全くない。ただ、鬼の血を引く一族の生まれだけあって、火事場の馬鹿力で女性1人を抱えて運ぶ程度の筋力はある。料理もからきしだが、卵酒などの治療に関わるものだけは上手に作れる。大陸公用語や人間領の文字のみならず、見様見真似で古代文字を書くこともできるほどの教養を持つも、筆不精であり、実家を出て以来ただの1通も手紙を返信していない。
様々な魔族から好意を寄せられているが、色事には疎い。それでも結婚相手にするならサーフェと心に決めており、クトゥリフからの言いつけで深い関係にはなっていなかったが、水路街に毒が撒かれた事件で彼女が診療所を飛び出したときに、覚悟を決めてプロポーズをした。事件被害者の治療費を返済し終えるまでは婚約者として過ごす予定だったが、条例改正を受けてティサリアやアラーニャをはじめ、多くの女性から求婚を受けている事態は変わらなかった。正式に婚約者になったサーフェ、ティサリア、アラーニャの3人には婚約指輪を送っている。
サーフェンティット・ネイクス
声 - 大西沙織
種族 - ラミア
本作のヒロインの一人。下半身が蛇のラミア族で19歳の少女。グレンと共に診療所を営む。優秀な薬剤師。愛称はサーフェ。
アルビノのラミアで、白い鱗、銀色の髪、ルビーのような赤い瞳を持つ。光に弱く、日焼け止め軟膏を塗り、アラクネ製の遮光ベール、遮光インナーを常に身に纏っている。
薬品売買で財を成したネイクス家の本家出身。現在は実家を出奔しているが、ネイクス家の頭領の1人娘であり、平和な時代が訪れてもいざという時のために毒牙だけは残しておくようにと暗殺者として育てられ、その関係から暗殺術に精通している。
グレンの幼馴染で、彼の姉弟子。リトバイト一族とネイクス一族の利害の一致から、8歳のとき人質としてリトバイト家にやってきて、幼いグレンたちと一緒に過ごした過去がある。
お酒が大好きで、高級なお酒につられ、ティサリアに協力したこともある。特にワインを好み、常連になっている『大烏賊の寝床亭』で取り扱っている全てのワインを飲んだことがある。酔っ払うと蛇の下半身で絡みついてくる文字通りの絡み酒。後述のアラーニャとは呑み仲間で、掴みどころのない彼女の扱いに長けている。後述するティサリアとは犬猿の仲だが、実は似た者同士で、最近はお互いを認め合って大人の対応をとることも多い。
スカディの手術の際には、竜に効く麻酔を開発し、麻酔医として脈拍などを常に監視していた。
グレンに対して恋をしているが、クトゥリフから釘を刺されているので関係はなかなか進展しない。少々嫉妬深いところがあり、多くの魔族女性から好意を寄せられるグレンに不満を抱くこともある。脱皮姿は決してグレンに見せない。水路街に毒が流された事件に実家が関わっていることを知り、自分の手で始末をつけようとリンド・ヴルムを離れ、一度は自分の恋を諦めてティサリアかアラーニャとの結婚を勧め、首謀者のオークラウを暗殺しようとするが、その直前に駆けつけたグレンからプロポーズされて思い留まる。しかし、グレンの嫁探し騒動から解放されたのもつかの間、一夫多妻を認める条例改正により求婚者は絶えず、第1夫人としての心労は溜まり続けている。また、ムードが欲しいと考えているうちに、諸事情からグレンのファーストキスをアラーニャに先を越されてしまう。
著者・折口良乃は、グレンと上下関係が出来ないように調薬担当として対等な関係であってほしいと考えているという。
妖精のお手伝い
ミルク一杯で診療所一日の雑務を手伝っている妖精たち。
ただし、雇用条件に関してはシビア。
コンティグリー・ブラッドフォード6世
声 - 市ノ瀬加那
妖精女王に長年仕えたブラッドフォード家の名を継ぐ妖精。診療所の妖精たちの司令官。妖精の中でも特に女性らしさが薄い。
妖精としての誇りを持って雑務等にあたっている。誇り高く責任感が強い。サーフェのことは礼節を弁えた淑女と高く評価しているが、医療技術を不要とする種族ゆえにグレンのことは医者という立場を抜きに見て、粗忽者かつ鈍感とかなり辛辣に評する。
アニメ版のキャストロールでは、「コティングリー・ブラットフォード6世」となっている。
ライト
サーフェから与えられた雑務中にミスを犯した妖精。コンティグリー曰く、二等兵。
ドイル
コンティグリーにライトのミスを伝えた妖精。妖精たちの副官。

#### リンド・ヴルムの住人
ティサリア・スキュテイアー
声 - ブリドカットセーラ恵美
種族 - ケンタウロス
本作のヒロインの一人。下半身が馬のようなケンタウロス族の少女。名門スキュテイアー一族の令嬢でスキュテイアー運送の跡取り。
豊かな金髪を団子状にまとめた髪型、ターコイズを思わせる瞳、下半身の黒い毛並み、人馬の平均より大きな胸を持ち、身だしなみへの配慮やよく響く声から舞台俳優のような印象を与える。
父はエフタル、母はキンメリア。
侍女のケイ、ローナを連れているお嬢様であり、リンド・ヴルム大闘技場第三階位の闘士でもある。武芸の一族としての名誉を大切にしたいと考えており、殿堂入りを果たして闘技場の碑に永遠に刻まれることが目標。
頭の回転が悪いわけではないが、計算や数式が苦手。くすぐったがり。怖がりで、墓場街には極力近づこうとしない。身の回りのことは従者に任せているので、一人では料理も掃除も野営の準備もできないが、特に気にはしていない。
誇り高く、正義感も強い。何事にも正々堂々が信条で、有事の際は一軍の将のような貫禄で場を収めてみせる。心優しく、侍女であるケイやローナを心配する一面も持つ。
サーフェやアラーニャと違い、酒は嗜まず、3人で酒場にいても人参ジュースを飲んでいた。
今まで大きな病気も怪我もしたことのない健康体。ただ、原始的な恐怖心から装蹄を拒否していたため蹄が伸びすぎてスランプに陥っていたが、グレンからやや強引に蹄鉄を履かされたおかげで復調する。その後は順調に戦績を重ね、昇位試験にも合格し、一流とされる第二階位に昇格した。
屈強な男性より、利発で教養のある相手が好みで、グレンに対して好意を寄せている。一時はグレンがサーフェを一番に想っていることを慮って身を引こうとしていたが、条例改正を受け、サーフェから出奔前に婚姻届を渡されていたことを逆手に取り、第2夫人に立候補する。
著者によれば当初はメインヒロインの予定であり、サーフェンティットのライバル的な位置付けにする考えでいたが最終的にヒロインの一人に落ち着いたという。
ケイ・アルテ
声 - ファイルーズあい
種族 - ケンタウロス
ティサリアの侍女。
戦災孤児で、ローナとともにスキュテイアー一族に引き取られ、一族の執事として仕える養父に育てられる。
普段は猫をかぶっているが、本性は結構やんちゃで活発。はつらつとしていて、性格はあっさりしている。その上、どこか達観している。凛々しく精悍、中性的な雰囲気で、女性に人気の出そうな女性という印象を受ける。
ティサリアほどではないが、人間基準なら十分豊満な胸を持つ。
剣を常に持ち歩いている。闘士としては第四階位で、後に第三階位に昇格する。
ハーピーの里に行く途中で地震に驚き、球節部を捻挫してしまう。
ローナ・アルテ
声 - M・A・O
種族 - ケンタウロス
ティサリアの侍女。ケイの義妹。
ケイと共にスキュテイアー一族に引き取られた戦災孤児。義姉が不在となると過酷だった孤児時代を思い出してしまうため、ケイと一緒に仕事などしていないと落ち着かないらしく、そのことで精神が滅入ることがある。
料理が得意。
性格はおっとりしていて、どこか神秘的な雰囲気だが、淑女な印象に反して悪戯心に溢れている。頭は回るが神経質な部分があり、多方面へ気を配り世話を焼く女従にふさわしい気質を持つが、気苦労が絶えない場面も多い。
グレンのことはティサリアの婿にとてもお似合いで、2人で商会を背負っていくのに相応しい人物だと思っている。そのため、何事も正々堂々の主を心配し、既成事実を作ってしまおうとグレンに色仕掛けを迫ったこともある。
弓矢を常に持ち歩いている。闘士としては第四階位。直接戦闘の技量は姉より劣るが、第六感というべき感覚に優れ、殺気や気配に敏感。蹄の足音を立てずに移動する術を身につけている。
ハーピーの里への道中で姉が負傷したことがきっかけで、商会の未来への懸念から気が散って仕事が手につかなくなってしまう。だがグレンの提案で視野を狭くする目隠し、ハミ、懲罰用のベルトで過敏な心を『閉じ込める』ことで落ち着きを取り戻す。
ルララ・ハイネ
声 - 藤井ゆきよ、Shaylee（歌唱）
種族 - マーメイド
リンド・ヴルム北西地区にある水中都市、『メロウ水路街』に住む褐色肌で人魚族の少女。
とても涼しげでよく通る声をしていて、はきはきと喋る。ショートカットと八重歯に、健康的な褐色の肌、金と白を基調に黒のラインが走る下半身を持つ。現代ではほとんど使われていない魔族の古代語を歌として発音できる。
誰とでも分け隔てなく接するため、同年代のイリィやメメと友達になっている。
思春期でお年頃な歌姫。一人称はボク。5人姉弟の長女。弟妹の名前は、シド、レミー、ファン、ソウラ。末妹のソウラ以外は奉公先を見つけて働き始めたので、一家の生活水準は大きく上がっている。
戦後に家族でリンド・ヴルムに引っ越してきたが、父親が事業に失敗し水路街での生活に馴染めず新しい女を作って海へ逃げ帰ったため、母親とともに一家の稼ぎ頭として貧乏な家庭を支えている。母親は深海出身なので肌が弱く、末妹のソラウも母親に体質が似ている。自身も元々は白い肌をしているが、浅瀬に棲んでいた父に似てすぐ日焼けする体質。
海で暮らしていた当時は死体などの漂流物を見かけていたため、後述する苦無の切り落とされた腕を見たりしても一切物怖じしない。
元は水路街で歌を歌って銅貨を稼いでおり、1日の半分以上を陸上で活動していたために喉やエラに炎症を起こしていた。そのために喉の弁の切り替えに失敗して溺れかけたことがあるが、グレンに救助され、その後は保湿剤や薬飴で治療を受けている。スカディから直接に勧誘され、月給制で水路街の中央広場の噴水公園でパフォーマンスをしている。
グレンの治療を受けた後のとあるハプニングのせいもあり、彼に対し好意だけではない複雑な感情を抱いている。条約であと2年は結婚できないが、グレンの嫁探し騒動の時には告白をしている。かなり意思が固いので、サーフェも容認している状態。
水路街からの支持で人間領への大使候補となったが、連日の猛暑で日焼けがひどく、陸上移動もある旅は推奨できないというドクターストップで、辞退することになる。
アラーニャ・タランテラ・アラクニダ
声 - 嶋村侑
種族 - アラクネ
本作のヒロインの一人。下半身がクモの種族であるアラクネ族の女性。大陸中に支店を展開する『荒絹縫製』、そのリンド・ヴルム支店の服飾デザイナー。ラドン花街の近くに住んでいる。京都弁。
美しく切り揃えたストレートの黒髪に、深みのある赤い瞳、落ち着いた表情と挙措が特徴的。人間領極東でしか見られないキモノのような奇抜な服装をしている。人間領東部の訛りが強い大陸公用語で話す。
サーフェの呑み仲間で、ギンジョウという東の酒を好む。グレンとはハーピーの里付近の森で出会う。
優秀なデザイナーで、デザインの参考になるのなら森の中でも現れる。しかしながら、性格は享楽的で他人にちょっかいをかけることも多々ある。
アラクネ族特有の糸を使いこなし、糸でトラップを作ったり、糸を操って神出鬼没に飛びまわる。
母親は近づく男を籠絡し、自分の手を汚さず盗みをさせていた。多くの男と情を交わしていたため、父親が誰かは自分でも分からない。傍若無人で強欲だった母親を浅ましく思う反面、自身の略奪癖も歯止めが効かず葛藤することがある。気難しく気分屋だが、仕事熱心で愛想もいい。
盗み癖から他人の男性に手を出すが、すぐに捨ててしまうため恋愛経験はなかった。そのため酷いことをした自分に対し苦手意識を持ちながらも普通に接するグレンを意識し始めるが、当初は彼に対して抱いた感情が何なのか解らなかった。条例改正後は、愛人でも構わないと言って、グレンの第3夫人へ志願する。略奪癖をこじらせてはいたが、実は正真正銘の生娘で、キスはグレンが初めての相手。
スカディの手術の際は、針と糸を巧みに扱う腕を買われ縫合担当を依頼される。専門ではないと一度は断ったものの説得に折れ、本業を一時休業して練習を積み、執刀医の一人として手術台の前に立った。
かつて自分を捨てた母を探して人間領を旅していたことがある。そのため、東国風の味付けをした料理が得意で、サーフェが『眠り病』で倒れた時はグレンの食事の面倒を見に通っていた。
グレンとの結婚の挨拶にヘィアンに行ったとき、母が組織した盗賊団の残党『黒後家党』の問題からリトバイト家から婚約を拒まれる。自身もサーフェとグレンの仲を壊したくないと愛人という立場に甘んじようとしたが、グレンの「何があってもずっと一緒だ」という言葉を信じることを決め、盗賊団捕縛後に接触してきた母の誘いを拒んでリンド・ヴルムに帰る。
著者によれば「いかにも恋路に横やりをいれそうなキャラクター」を考えた結果、誕生したのがアラーニャだったという。
メメ・ルドン
声 - 岡咲美保
種族 - サイクロプス
大きな一つ目が特徴のサイクロプス族の少女。15歳。
サイクロプスの職人が働く『キュクロ工房』で唯一の女性。
かなり左寄りな眉にコンプレックスがあるため、前髪を伸ばして目まで隠し、常に下を向いて歩く癖がある。後ろ髪は三つ編みを作って複雑にまとめている。身嗜みにも気を遣い、左耳には自作のピアスをつけている。年齢に比して胸は大きめ。周囲には秘密だが、私服として『荒絹縫製』にゴスロリ服を注文している。
工房の親方からも目をかけられるほど優秀だが、自虐的かつ後ろ向きな性格で、仕事を任されても二言目にはだいたい「無理」と言い放つ。人付き合いも苦手で対人恐怖症ぎみだが、道具の納品であちこち回っていたため顔は広い。その性格は致命的に客商売が向いていない。以前は診療所への配達、納品を担当していたため、グレンたちとも面識がある。警邏隊の隊員にも顔がきくが、声の大きいスィウは苦手。
目薬を指すのが非常に苦手。
幼いころから職人の仕事に興味津々で才能があったため、職人の父親から知り合いであるキュクロ工房の親方に預けられる。馬車といった大きなものよりも、ガラスや金細工といった少女が憧れる細工に興味関心が強い。後にメロウガラスの免許を取得する。
スカディの手術の際には、手術針の制作を親方から指示され、針金を使うという発想の転換で十分なものを完成させた。
毒水事件の後から工房の分店を任され、間も無く不審者が店の周囲に現れたことへの恐怖と仕事の重圧から不眠症を患うが、原因を作ったプラムとは和解した。
工房の紅一点ということで人間領への大使候補となったが、選ばれたら緊張で死ぬと辞退した。
エフタル・スキュテイアー
種族 - ケンタウロス
スキュテイアー商会の代表。ティサリアの父。リンド・ヴルム議会の一員でもある。年齢は50歳を超えたばかり。妻とは10歳以上歳が離れている。
口ひげを蓄えた厳格そうな面構えで、ケンタウロスの中でも一際背が高く筋骨隆々。上半身にはいくつもの刀傷がある歴戦の戦士。
元は傭兵なので今も朝の鍛錬を欠かさない。屋敷で住み込みで働くのは、自身が実力を認めた強者ばかり。
長く続いた戦争が終わった時、多くの者に見限られながらも一族の長としてケンタウロスの輸送能力を流通に活かして一族の名を広めるという決断を行い、結果的にリンド・ヴルムになくてはならない大商会の当主として成功を収めた。
同族を率いるお墨付きをメルドラク家から貰った一家なので、メルドラク卿には頭が上がらない。
非力な人間でありながら知性によってリンド・ヴルムでいくつもの事件を解決したグレンのことを認めており、収穫祭を開催に導いたことで正式に娘との婚約を許可した。
キンメリア・スキュテイアー
種族 - ケンタウロス
エフタルの妻で、ティサリアの母。そろそろ40歳だが、日々の鍛錬の成果かかなり若々しい。得物はハルバード。
ケンタウロス族の名門からスキュテイアーに嫁いできた。若い頃はかなりじゃじゃ馬で、自分より強い相手としか結婚しないと豪語していた。一人娘とは似た者親子であり、強さを求める性格だけでなく、墓場街が苦手なところも一致している。
孫の顔が見たくて、娘に結婚を急かしている。一方、ひ弱な人間が娘と付き合うことには否定的で、娘と模擬剣が折れるまで一騎打ちの大喧嘩をすることになる。
マローネ・ゴルガル
種族 - リザードフォーク
リンド・ヴルム大闘技場第三階位の闘士。異名は『翠緑の風』。
ティサリアの昇格試験最後の相手。
フランク
種族 - ゾンビ
デッドリッチ墓場街ではなく、壁の内側に住んでいる珍しいゾンビ。穏やかで紳士的な男性。定期的に防腐剤が必要で、診療所の常連である。
モーリー・ヴァニタス（2代目）
種族 - ショゴス
デッドリッチ墓場街の支配人。前任の支配人だったスケルトンの骨格にゲル状の身体をくっ付けた姿をしている。捕獲作戦後の服装は体組織から作り出した修道服で、大きなスコップを持つ。
群体であるためか、一人称は「我々」。分析が得意で、確率論を交えた非常に独特な言い回しをする。ある人物を真似たレクイエムを歌うことも出来る。
無表情でも性格は結構お茶目でユーモアがあり、知性と学習能力は高い一方、今の世界への理解が少なく、道徳や倫理感という点では子供以下のため、栄養補給を求める習性に従い、栄養豊富なスカディの肉体に寄生、彼女を無自覚に命の危険に追いやっていたが、手術によって摘出されたことで、自分の行いが間違いだと学習し、瓶詰めされ保管されていた中央病院から脱走、栄養分を得るためにどうするべきかを学ぶため、警邏隊の目から逃れて街に潜伏し、情報を収集していた。その際に複数の分裂体を作り出したのがドッペルゲンガーと呼ばれ、ひと騒動起こすこととなった。
ティサリアの昇格祝いの裏で行われた捕獲作戦で分裂した個体と合体を果たし、スカディからも許され、その後栄養を得るためには街の一員として職務を果たすのが最良だと学習し、名前も前支配人のスケルトンの物を襲名した。
管理者不在で荒れていた墓場街のイメージ刷新のため、アンデッドが暇を持て余して悪さをしないよう彼らに仕事を与え、「明るく楽しいお化け屋敷！」をコンセプトに墓場街を独特の観光地として発展させようと精力的に活動、以後基本的に墓場街から出るつもりはないが、バロメッツ騒動で『眠り病』が大発生した時は、議会からの要請で眠らないアンデッド族の陣頭指揮を執り、倒れた人々を救助した。
住民を観察した結果、複数の女性魔族と親しいグレンとの関係を良好にすればリンド・ヴルムでの生活が快適になるという結論に達し、グレンの愛人志望者を標榜している。
モーリー・ヴァニタス（初代）
種族 - スケルトン
デッドリッチ・ホテルの先代支配人。スカディから墓場街の管理も任され、住人に秩序を守らせるよう活動しており、墓場街からの勝手な出入りについては特に厳しく取り締まっていた。また、高いエンバーミングの技術を持ち、戦死者の死体を保管し、時に住人に提供する役目も担っていた。
生前は冷たい印象の美女だが、ぎょろりと大きな目と豊満な胸が特徴だった模様。自称「セクシーなシスター」であったが、淫蕩すぎる肉体から悪魔の使いと難癖をつけられて、魔女狩りのついでに理不尽に処刑されている。その過去や死者を統括する職責に反して性格は非常に軽い。
接客も観光客への対応もうまいことやっていて、ホテルも評判だったが、先日、魂が未練を失い昇天（ジョウブツ）、その後、死者の国から2代目の無意識に働きかけて収穫祭を開いてもらい、期間限定で現世に復活、スカディに対しグレンに気を配るよう忠告する。
プラム・メルドラク
種族 - 吸血鬼
吸血鬼の中でも特に権威を持ち、リンド・ヴルムで議席を持つ多くの魔族の後ろ盾になっている名家・メルドラク家の娘。輝く金髪と褐色肌の少女。昔ながらの吸血鬼のイメージを大切にする保守的な両親に反感を持つが、父親からは溺愛されている。
娯楽に飢えており、お洒落なアクセサリーが好きで、デザイナーとして著名なアラーニャや、同年代の女子なのに職人として店を任されているメメを尊敬している。プラムの実が好物。同年代の、特に異性の血の匂いが好みで、動物の血液は体質的に受け付けない。格好悪いと思われたくないがために、外面を取り繕う性格で、クールな仮面を被り着飾っているが、素の性格は弱気で、メメほどではないが人付き合いが苦手。
高価な色眼鏡をかけてフードを被っていたせいで不審者だと思われていたが、事情を話して和解する。尖ったアクセサリーをつけたために翼膜が傷つき、これを治すためにグレンの血液を欲して診療所に忍び込んだ。
父親のごり押しで人間領への大使候補になり、何の苦労もなく美しい羽を持つイリィへの嫉妬から喧嘩になるが、嵐の日に命を救われたことをきっかけに和解。投票の結果が同票だったので、2人とも大使に選ばれた。
エーリス
声 - 鈴木愛奈
種族 - ワーキャット
闘技場でティサリアと戦った。

#### リンド・ヴルム中央病院の人物
クトゥリフ・スキュル
声 - ゆかな
種族 - スキュラ
下半身がタコのようなスキュラ族の女性。リンド・ヴルム中央病院の医院長。長命なスキュラ族であるため、かなりの年齢らしい。
邪神の末裔という一族の汚名をそそぐべく、魔族の進化の研究を行い、その過程で、それぞれの種族の起源や、身体の構造についての研究も進めていた。本分は研究者であり、学者だが、その過程で身につけた生物学、医学の知識が並外れていたことで専門ではないにもかかわらず医者となり、有能さゆえに中央病院の医者にまでなった。ただ、人付き合いが苦手で、深海に引きこもっている方が性に合っているので街の生活は水が合わず、自分には教授も医師も向いていないと評しており、隠居して存分に研究のみに専心する生活を望んでいる。
生物に関する知識で彼女の右に出るものはいないとまで言われる。あくまで学者なので、患者の意思に反してまで治療はしない主義。自身の内面に踏み込まれるのを嫌う性分で、自分も必要以上に踏み込まないよう誰に対しても一線を引く。相手と距離を置いて接するため、怠惰な性格と思われがち。
グレンとサーフェの師匠で彼らに診療所開設の許可を与えた。
激務の中央病院の仕事で手が回らないときはグレンたちに仕事を押し付けることが多いが、彼女が意図して仕事を押し付けることもある。
以前はネメア・アカデミーの医学部長をしていたが、先進的かつ総合的な医療を行える医者が必要だったリンド・ヴルムに教え子の中でも優秀な者だけを連れて移住した。
後述するスカディとは旧知の仲で、彼女の主治医。彼女の手術のプランを立て、その執刀を行った。
年下が好みの、いわゆるショタコン。弟子であるグレンやサーフェのことを子供のように可愛がる一方、グレンに対してはやたらとちょっかいをかけ、サーフェに食って掛かられている。幼女も好き。
苛立つと触手をかじる癖がある。時折、自分の触手を他人に食べさせようとする悪癖を持つ。声真似が非常に上手い。
ライム
種族 - スライム
グレンが過労で中央病院に入院した時の担当看護師。半透明の緑色で人型のスライム。グレンの姉弟子でもある。
好物はライムで、常に柑橘系の匂いを振りまいている。本来の名前は公用語の発音では再現できないので、ライムという通称で呼ばれている。
スカディの心臓に寄生していた組織の管理を任されていた。
クトゥリフ曰く、サボりの常習犯。のらりくらりとした性格。
ネメア・アカデミーのクトゥリフ教室での最古参の生徒であったが、成績は悪く赤点の常習者であった。在学中はグレンとも同じ研究室で親しかったのだが、事故の後遺症で彼はその期間の記憶を一部失っているので、現在は関係が薄くなっている。スライム族の身体を使った臓器や血液の修復医療の研究助手であり、同種の中では唯一、実用可能なだけの製造速度を持つという特異な才能を持っている。

#### リンド・ヴルム議会関係者
スカディ・ドラーゲンフェルト
声 - 種﨑敦美
種族 - 火竜
リンド・ヴルムの街で最高の権力を有する小柄な女性。政治力、経済力、指揮力すべてで議会を掌握している、議会のNO.1。また、メロウ水路街やリンド・ヴルム中央病院等の設立に大きく関与している。ついたあだ名は『竜闘女』。全裸の上にローブを纏い、外出の際などは顔にヴェールを纏っているため表情を伺うことはできない。
年は1000歳近くで、何百年も人間や魔族の世界を見てきたという。人も魔族もなぜ争うのかが全く理解できず、クトゥリフには分からないことを昔から質問しに行っていた。戦争の仲裁に立つなど人間に介入を続けるうちに、巨大なドラゴンの姿を失い人に近い姿へと変化した。
ちりちりと甲高く、金属を転がすような独特の声質を持つ。鉱物や宝石に近い成分が体ににじみ出ているのか、非常に珍しいターコイズブルーの髪を持ち、目尻、首回り、背中、腰の一部に剣のように鋭い青い鱗が生えている。なお、尻尾の色は金、あるいは黄土色で、ヘビの鱗のように滑らか。
心優しく平和主義者。苦無曰く、甘えん坊ですぐ泣き、苦無を頼ることが多く、寂しがりで他者と話すのが好きなのに、強がりで本音を一向に見せないという厄介な性格で、議会や民衆の前では凛とした態度だが、親しい者の前では見た目相応の幼くあどけない態度を見せる。竜族の習性として宝石や金属のような美しい物を好み、個人的にコレクションしている。尚、戦争は嫌いだが勝負は好きで、異名は数年前のエキシビションマッチで挑戦した闘士を全員叩きのめしたことから付いたもので、あまりに強すぎるため、以来どんな形式でも試合は禁じられている。魔術のような非科学的な術を行使できるらしい。
商人が立ち寄れる場所として、人間領と魔族領の間で商業ルートの途上にあり、停戦で役目を終え要塞都市としての存在意義を失いかけたリンド・ヴルムを、絶対に戦争のない人と魔族が一緒にいて当たり前の街へ再建させた。流通を発展させるためにケンタウロスを招き、水棲魔族が住めるように水路街を作り、原住者であるハーピーやディオネにも直接交渉し、アンデッドも住めるように苦無を護衛に雇って意見を聞き、人間を多く呼ぶため水路街と闘技場を主とする観光業を発展させる、といった様々な施策を提案してきた。
胸の直上に、心臓に酷似した悪性腫瘍が形成されるという奇病に侵され、その影響から大きな声を出す事が出来ず、やるべきことが終わったので、自身の命は尽き果てるべきと思っており、手術を拒否、急な血圧降下を起こし式典の最中に倒れてしまったために病状が大衆に知られてしまうが、グレンから街の行く末を見守って行くべきだと説得されたことで手術を承諾した。
退屈しのぎの手段として恋愛を提案されたためか、命の恩人の1人であるグレンに懐くようになった。グレンの嫁探し騒動には参加しないが、ドラゴンの恋愛観で、本当に欲しくなったときに攫っていこうと思っている。
翼が病で矮小化して飛行能力を失っていたが、手術後は問題なく飛行できるようになった。
完治した後は素のフランクな面が表に出るようになった。子供っぽく奔放なところがあり、収穫祭の時は演劇「魔法竜闘女プリティ⭐スカディ」を企画し、監督、脚本、演出の全てを自分で手掛けようとしたが、議会から威厳が損なわれると猛反対されあえなく却下された。
苦無・ゼナウ（くない・ゼナウ）
声 - 河瀬茉希
種族 - フレッシュゴーレム
スカディの護衛を勤める。首に『マキモノ』が刺さった和装の女性。
数十年前、死なない兵を作って欲しいと軍から依頼された極東の野心あふれる医者によって生み出され、生みの親からは「苦しみのない、完璧な人間」として苦無の名を与えられる。だが、兵士になることを拒否して脱走し、長い旅を経て5年前にリンド・ヴルムに辿り着いた。
身体を構成する死体は、胸部は処女の女性、腹部は鍛えられた女騎士、右腕は殺人鬼、水夫、兵士、武門の貴族、荷役夫の5人、脚部は主を守って死んだ衛士、顎と首は舞台役者といったように身体の部位によって男女様々。また、腹部と胸部は仲がいいらしい。自身の肉体を構成する死肉が放つ「声」が聞こえなくなると、その死肉は土に戻すことを流儀としている。痛覚は全くないが、足の触覚は敏感に設定されている。
肉体の形は美しく整えられて芸術品のようだが、縫合痕が粗雑で、血管や神経は繋がれておらず、苦無自身も縫合針を見たことがないことから、グレンは製作者が本当に医者だったのかと疑問を抱いている。
自身の仕事に対して誇りを持っていて、少し高圧的な態度をとることが多い。
リンド・ヴルム大闘技場では、特例でわずか半年足らずで第一階位にまで上り詰めて殿堂入りした。当時の異名は『電光』。そこをアンデッドの街を作ろうと構想し、意見を聞ける人物を探していたスカディの目に留まり、闘士としての功績を買われて護衛役に抜擢された。本来の役目は不眠の体質を活かしたスカディの不寝番で、日常の護衛のほか、彼女が病気の間は通訳も担当していた。病気が治って主人が活発になったため、それまで以上に負担が増えている。
短刀の扱いが得意だが、単純な力も片手で大の男を締め落とせるほどに強い。また、工房に10年かかる計画として自身が乗り込んで動かす蒸気式の外骨格兵装を発注している。
自らの出自もあって医者が嫌い。グレンの下には右腕を落としたためやってきた。グレンの手で繋がっていなかった血管と神経も縫合されたおかげか、自分というものが生まれた感覚を得ており、これまで怨念のように自身を苛んでいた声も聞き流せるようになり、医者嫌いも多少改善される。また、整体で骨格の歪みを修正する治療も受けている。
月1回の防腐剤投与を推奨されているが、多忙を理由にメンテナンスをサボり気味。戦闘用で手足がよく吹き飛ぶので、劇薬である防腐剤が飛び散らないよう、死肉に染み込ませたあとで吸い出してもらっている。
主であるスカディがクトゥリフと問題なく会話していた時は嫉妬に似た感情が芽生えた。
スカディの手術の際は、執刀医の一人を勤めるアラーニャの練習役を買って出た。
デッドリッチ墓場街支配人の前任がジョウブツしてから後任が決まるまで一時的に支配人代行の任に就いていた。墓場街にアパートを借りているが、スカディの不寝番をするため滅多に帰ることはない。
生者と連れ添っても悲劇なだけだと思っており、またスカディの世話で忙しいので、結婚願望は皆無。ただ、グレンが死んだら、死体の器用な指先を貰いたいと思っている。
なお、自身の設計図はまだ人間領に残っているとされ、『黒後家党』の一件では賊が所持している可能性があったため、東へ派遣された。
アルルーナ・ルーナ
声 - 大地葉
種族 - アルラウネ
リンド・ヴルム議会のナンバー2。スカディとは親しい間柄で、次期代表と目される。巨大な球根から伸ばした蔓や、紫色の花から生える濃い緑色の肌の女性の上半身が印象的で、左側頭部のあたりに咲いた桃色の花から金色の花粉を周囲に撒く。長寿の種族なので外見年齢は20歳を少し過ぎたくらいだが、口調は老人的。
元は魔族領において、不動産を売買することで莫大な財を成した。農業や教育に関しての知識が深く、スカディからはリンド・ヴルムでの食糧生産を任されているほか、『ラドン花街』も管轄下に置いている。その手腕で『アルルーナ農場』を大農園にまで仕立てあげ、元からあった財産を更に増やしている。サーフェも普段から薬草やハーブを分けてもらっている。リンド・ヴルム一の篤志家とされ、運営する孤児院で子供の面倒を見ることもある。
しかし実際は、己が幸福と欲望のために生きているに過ぎず、金と幸福を振りまいたとき、その中心でもっとも稼ぎ最も幸福になるという、自身の満足のみを追求している。そのため、お節介好きではあるが、「リンド・ヴルム一の篤志家で、福祉に熱心な蓄財家」と呼ばれることはあまり好まない。経済を大きく回すことが望みなので、金の流れを遮り、他者に流さず、小さい利益のみをわが物としてとどめる盗人が大嫌い。
一方で交配欲求が非常に強く、リンド・ヴルム中の男と交配するという野望を持ち、男と見れば誘惑する為政者として快楽的すぎる一面がある。また、女同士でもいけるクチらしい。様々な種族の美形の男性使用人を抱えており、急いで移動する時は球根を神輿のように担いで運ばせる。条例改正後は、街の男性100人に宛てて求婚の手紙を送っている。
非常に子沢山で、うち30人ほどの娘とは一緒に暮らしながら農場で働いている。自分では娘を大事に育てているつもりで、多額のこづかいも与えているのだが、父親もわからない子供を大量に作るので母親としてはあまり尊敬されておらず、名前も覚えていないのではと思われている。
翠雨・リトバイト（スィウ・リトバイト）
種族 - 人間（鬼変病）
グレンとソーエンの妹。礼儀正しく真面目な性格。長い黒髪ときっと吊り上がった眉が特徴で、顔立ちは真面目を通りこして、融通の利かなそうな頑固者であることをうかがわせる。武芸の道を修めんとするが、どこか抜けていて、イノシシのような猪突猛進ぶりを見せるので、ソーエンにはグレンに知恵を吸われたと評されている。焦っていると支離滅裂なことを言う。率直で考えが分かりやすく、隠し事が苦手。また、声が大きすぎて妖精たちやメメには避けられている。草紙を読んだり、父に連れられて講談を聞くことが多かったことから、どこかかしこまりすぎた口調が直らない。
子供の頃に一緒に過ごしたサーフェを「姉者」と慕っており、東で生まれ育ったとは思えないほど魔族差別の因習に縛られていない。
若くして元老院警固役として勤めていたが、5巻より半年前に『鬼変病』を患ったことで解任され、オークラウ公爵が悪事を働いていると聞いて故郷を出奔、徒歩でリンド・ヴルムに向かい警邏隊に入隊すると『ラドン花街』に配属される。魔族への差別意識はないとはいえ、自分が家族と血が繋がっていないのではないかという不安に囚われていたが、グレンが『鬼変病』の謎を解明したことで安堵の涙を流した。バロメッツ騒動を解決に導いたことで昇進し、制服を朱色に染めるようになった。家族からグレンの女性関係を報告するよう指示されており、ふさわしい嫁を見定めようと考えている。その際、大勢から買収を受けていたが、本人は気づいていなかった。
クローディット
種族 - アラクネ
『荒絹縫製』の代表にして、アラクネらを束ねる老女。議会の一員。母親に捨てられたアラーニャに糸の扱いを教えた恩人でもある。

### ハーピーの里の人物
イリィ
声 - 鈴代紗弓
種族 - ハーピー（フェニックス）
半人半鳥のハーピーの少女。スラム街出身の孤児で姓はない。14歳。
性格は意地っ張り。思春期でお年頃。
赤毛が印象的。翼は体躯に比べて大きめで、足には鷹のように鋭い鉤爪が生えている。風切羽は、幼羽ではハーピーとしては比較的地味な白から黒へのグラデーションだったが、大人の翼に換羽を終えたことで黄色と青を基調とした色合いへ変化を遂げた。
両親は不明だが、実は伝説の魔族フェニックスの血族。混血が進んだために不死の力は持たないが、炎のような深紅の翼だけは受け継がれている。
足もかなり早く、スラムで鍛えた喧嘩殺法は泥臭いながらも中堅闘士であるティサリアへかすり傷を与えるほど。
グレンとは賊に捕まっていたころ卵塞の症状を治療してもらって以来の付き合い。
賊との一件以降、ハーピーの里に引き取られるが体の変化もあって馴染めず、ハーピーの里でグレンからの治療を受けるも素行不良に加え、風切羽が抜けて飛べなくなり拗ねていたが、グレンの言葉で大人になる心構えをした上で換羽を迎えたことで、混乱も増長もすることなく成長を遂げ、元気を取り戻して快活さを見せ、その後は彼に懐くようになった。
ハーピーの里での診察以降、スキュテイアー運送に派遣採用され、リンド・ヴルムで郵便配達の仕事についている。仕事で街を飛び回り、毎日元気に配達しているので、知名度や好感度は高い。
ルララとは友人関係。ディオネとはすぐに仲良くなり、ふかふかな頭の上によく乗って遊んでいる。スキュテイアー運送からの推薦で人間領への大使候補に選出、同じく候補となったプラムに喧嘩腰で接されて険悪となったが、後に和解し、2人とも同票で大使へと選出された。
ディオネ・ネフィリム
声 - 金元寿子
種族 - ギガス
ハーピーたちが伝承として語り継いでいた、巨神様。ギガス族唯一の生き残り。
恥ずかしがり屋で温厚な性格。のんびりした口調で話す。
身長は人の丈の10倍。肌は褐色で、苔の生えた髪は緑色。あちこち動くと山の動物たちを驚かせてしまうため、普段は山頂近くの洞窟で動物たちと戯れながらひっそり暮らしている。
スカディとは古くからの友人。今は、イリィとも親しくしている。
代謝が低いからか、10年ほど前から風邪をひき、グレンがハーピーの里に来たと聞きつけ、治療してもらおうとできる限りゆっくりとハーピーの村へ向かい、風邪が治った後は元の住処へ帰り、親しくなったイリィからリンド・ヴルムの近況を聞きながら暮らしている。また、服もボロボロだったため、アラーニャに新調してもらい、動物の毛をふんだんに使った帽子と前掛けを作ってもらった。暇を持て余して貰い物の鉛筆を使い文通を試みているが、体の割に道具が小さいせいで扱いにくく、よく折ってしまうので枚数はあまり書けていない。

### 人間領
蒼炎・リトバイト（ソーエン・リトバイト）
種族 - 人間
グレンとスィウの兄。リトバイト家の家督を継いで商人になり、リンド・ヴルムを通じて西の魔族たちと貿易を行なっている、東方商人同盟の重役。
尊大で皮肉屋な性格。性根がねじくれていて計算高いが、良くも悪くも一度決断したことはやり遂げる。非常に変わり身が早く、弟妹相手には強く出るが、権力者には媚びる。
家族相手でも平気で謀略を仕掛け、後継者として期待されていたが、長兄としての自負や責任感、野心が強すぎて、後継ぎ候補となり得る弟のグレンを疎み、父親にあることないこと吹き込んで、弟を勘当寸前まで追い込んだため兄弟仲は悪く、妹のスィウにも濡れ衣を着せたことがあるので彼女からも苦手意識を持たれている。家督争いに興味のない弟には人間領に戻って欲しくないと語る。
武器を持てない時の備えで、麻痺毒を塗った針の投擲を修めている。
数年前からオークラウ公爵の秘書を兼任していた。だが、公爵が失脚した場合に備えてとばっちりを受けないように違法行為には関与せず、リンド・ヴルムとの関係を維持する方が得だという判断から自ら率先して不正の事実を司法機関に売り飛ばし、会談中に拘束させた。上司の投獄後は特定の元老の下には付かず、あちこちの雑務を押し付けられる立場となり、動きやすくはあるものの多忙な日々を送る。
権力を欲するのは、5年前から交際しているサキと正式に結婚するには法改正が必要なためだからである。自身の荘園では、『鬼変病』の人間や人間領でひっそりと生き抜いてきた魔族の亜種を保護している。サキには口でも力でも敵わない。そして、細かな法整備はまだだが、『鬼変病』の患者のみならず、人間領のあちこちで隠れ住んでいた魔族の存在が公式に認められ、人間と同種の存在として扱われるよう、人間領で大改革を行った。その際に『鬼変病』の診療記録を弟から買い上げ、結婚の祝儀を兼ねて借金を返済して余りあるほどの大金を贈った。
オークラウ・ダイトン
種族 - 人間
東の元老の1人で公爵。典型的な人間至上主義で、その魔族嫌いは有名な上、魔族に対してあまりにも無知。以前はスィウに目をかけて名刀を下賜しているが、彼女が『鬼変病』を発症すると掌を返して解任している。
戦争の時に一度私財を失ったことがある。違法な奴隷商にハーピーを捕らえさせていた事件の黒幕で、産ませた卵を独自のルートで人間領の貴族や外道の料理人に売り捌いき、仕入れたバロメッツの木を金で使役する野盗の手でリンド・ヴルムに持ち込ませ、都市全体に『眠り病』を蔓延させた。
会談のために人間領帝都に来たスカディをトカゲ女と罵り毒殺を図ったが、竜族にヒ素が効かないことを知らなかったために失敗、ハーピーの卵の取引が魔族領との条約に違反していたことが明るみに出て、元老警固役に拘束されて失脚するも、金と権力を使って身代わりを立ててまんまと脱獄に成功し、ソーエンやスカディに復讐するためリンド・ヴルムのデッドリッチ・ホテルに潜伏、大規模虐殺を起こそうと、ソーエンの名前を使ってネイクス家へ水路街へ毒を流すよう依頼したが、怪しんだ実行犯の判断で致死量の毒は撒かれず計画は中途半端に終わり、サーフェに居場所を突き止められて命からがら逃走し、ヴィヴル山脈でディオネに捕まり警邏隊に追いつかれ、当初は魔族への差別意識を隠さず、戦争を起こしてリンド・ヴルムを破壊すると告げるも、スカディから激しい尋問を仄めかされると一転して取引相手を売り、ハーピーの卵の売買で儲けられると持ちかけたが、一切の反省が見られないことに呆れられ、被害者のハーピーたちに襲われて傷だらけにされた後で再逮捕された。
サキ
種族 - 人間（鬼変病）
『鬼変病』を患っている女性。ソーエンの恋人。年齢は三十路前後で、ソーエンよりも年上。
ソーエンが営む魔族の隠れ里をまとめており、対外的にはソーエンの女中を務めているが、おおっぴらには外を出歩けない身分であり、頭には常に頭巾を被って角を隠している。
細身だが鬼の膂力を持ち、ソーエンが迂闊なことを言ったときには鉄拳制裁する。薙刀の達人でもある。鬼らしく引き締まった筋肉が付いているが、里での長時間の重労働のために全身がかなり凝っている。
ビャクエイ・リトバイト
種族 - 人間
グレンたちの父で、リトバイト家前当主。道理の通らないことを嫌い、規律に厳しく、風評を気にする人物。厳粛な面持ちをした60歳手前くらいの貫禄ある男性。東方商会同盟の幹部にのし上がるため、武道にも通じる厳格さと気風を身につけた。なにを言っても聞いてくれそうな雰囲気をしているので、グレンからは避けられていた。
グレンが強情なのを知っているので、複数の魔族との結婚をあっさり許すも、帝を悩ませる『黒後家党』の縁者であるアラーニャとの婚姻には強く反対するが、その後の『黒後家党』の逮捕と子供達や妻からの説得で、アラーニャとの結婚も了承することになった。
黒葉・リトバイト（コクハ・リトバイト）
種族 - 人間
グレンたちの母。心労が重なり、グレンが久々に帰省した際には病で伏せっていた。自分たちの子供は全員ちょっとおかしいと思っており、この機を逃せばグレンは結婚できなくなると考えて、重婚を快く許した。
つむぎ
種族 - アラクネ
魔族の隠れ里に暮らすアラクネ（絡新婦）の子ども。親がおらず、サキに引き取られた。里に来たアラーニャから糸の使い方を教えてもらう。

### ネメア・アカデミー
チェルベ
種族 - ケルベロス
グレンの学生時代、身体を鍛えることを主目的とする運動部の2年次だった女性。亜麻色の髪をポニーテールにして、快活な表情を浮かべる美少女。純朴、忠実、素直な性格。肩から生える頭部には左にオル、右にエリュと名前が付いている。
運動の成績が落ち、両肩の頭部が喧嘩をするようになって集中力が下がるという悪循環に陥ったため、サーフェに対処法を相談に来ていた。グレンが相談に乗り、原因がストレスによるものだと判明してランニングに付き合ってもらったことで悩みは解消された。
ベルメール
種族 - ドール
ドラコニアの秘書として外界との雑事を行うために製造された女性型の魔術人形。主な役割は買い出し、学部の書類仕事、学長や他学部長との交渉役など多岐にわたる。
基本的な構造は球体関節人形と同じで、身体は複数の陶器製のパーツから構成され、頭部のボビン型器官から伸びた魔法の糸で各パーツを吊っている。糸は神経の役割を果たしており、全身の保持、可動を行いつつ、情報の記録、伝達もしていて、触覚も持つ。造形はネメア一の人形師に外注し、金属のボビンだけは別の工房に発注したもの。
関節痛に悩み、グレンへ相談に来た。ボビンの張力が強すぎて関節に過度な力がかかっているのが原因だったが、実は腰痛持ちのドラコニアを外に連れ出すためにわざと自分でボビンに細工していたというのが真相だった。
ドラコニア
種族 - セベク
魔術学部長。古代から連綿と続く伝統魔術の権威としてアカデミーに招聘された。神秘、秘術の探究は他学部の方法論とは一線を画するという主張を設立時から曲げず、生徒たちにも他学部との交流、関与を控えるよう命じている。特に医学を信じておらず、伝統を蔑ろにするとクトゥリフを嫌っている。
脱皮する長寿種族で年齢は100歳未満。外見は幼女と言っても差し支えないほど小柄で、子供よりも非力。また、運動不足のせいかひどい腰痛に悩まされている。グレンの所に来ていたベルメールを追いかけて医学部に来た際にクトゥリフに捕まり、腰痛の治療を受けることになった。
フソゥ（扶桑）
種族 - オシラサマ
グレンの学生時代、家政学部服飾科の生徒だった女性。
手先は器用だが自力で立てないほど足が弱い。ただ、基本働きたくないと言う性格でサボり癖があるという側面も強く、本人が言うほど何もできない訳ではなく、ある種の人心掌握術で協力者を集めて色々と手伝わせている。成績は優秀で作る服も凝っているのだが、学校の一室を勝手に占拠して引き篭もり、授業にも出ず、課題もサボりまくりなので、教師も頭を抱えている。また、自堕落なところがあり家事全般をやる気がないので、服飾科のファンクラブが世話をしている。
先祖たちと人間の関係に憧れて人間種への病的な執着を抱いており、アカデミーに入学した初の人間であるグレンに奉仕してもらおうとしたが、サーフェたちによって阻止されている。
卒業後は指折りの職人として「荒絹縫製」と専属契約を結んでいる。その筋ではかなりの有名人で、たくさんの弟子を抱えている。
獣王レオクレス
種族 - 獅子獣人
人と魔族が争う大戦の末期に現れた英傑。細かな部族に分かれていた獣人族を統一し、魔族側の有力な種族らとも同盟を結んで大軍勢を作り上げた指導者で、魔族の心を一つにした英傑として歴史に名を残す。
終戦後には魔族領の中心地に、魔族の意思を統一するための象徴として、魔族が一つであることの証明として、首都ネメアを建造する。また、戦後の世界を担う人材を育成する場所として巨大な大学施設「ネメア・アカデミー」を作り、学長になった。

## 魔族
大陸に西側に住む種族。全魔族を束ねて指揮する王はおらず、各種族で集まりそれぞれの種族に適した生き方をしているため、一枚岩ではない。人間との戦争では連合して戦ったが、終戦と同時に解散している。それゆえに未知の魔族がひっそりと暮らしている可能性も皆無ではない。人間領では『妖怪』として扱われ、一部の種には魔族領とは別の呼び方がある。昆虫系や植物系の魔族は人間とはかけ離れた身体構造をもっており、顔による識別が難しいことも多い。
ラミア族
下半身が蛇の種族。爬虫系魔族の一種。人間領では『濡れ女』とも呼ばれる。変温型なので、冬眠することはないが、温度差に弱く寒さで体力を大きく消耗する。卵生で、卵殻の柔らかい卵を産み、一定の周期で無精卵を放卵する。
もともと高温多湿の森林で暮らす一族で、多少の高低差もものともせず、入り組んだ森の中でも容易く移動できる。『温度を見る』ことのできる独特の感知器官を持つため、闇夜でも生物の動きを捉えることができる。一方で涙腺や汗腺を持たない。
下半身は柔軟かつ強靭で、筋肉によって振り回せば強烈な一撃を浴びせることができ、先端を第3の手として伸ばすこともできる。
アルビノの個体が生まれることが多く、一族に生まれた者は日の光を避け夜に活動していたとされる。
伝統的に薬の製法に長けていた。魔族の間では薬売りとして評判が高い。一方で、温度感知能力、音を立てずに移動する蛇腹、変幻自在の下半身といった特有の身体的特徴と毒薬の知識を活かし、要人の暗殺業も行なっていた。多くの毒に耐性を持ち、人間なら致死量の毒を盛られても熱を出したり短時間昏倒する程度にとどまる。
舌先は二つに分かれている。舌の長さは人間のおよそ2倍で、伸縮性、柔軟性に富み、味覚だけでなく嗅覚を感知する神経も備わる。また、三半規管が異常に発達している。
喉は軟骨に支えられ、左右に分かれる構造となっているため、柔軟に拡張し、鶏卵程度であれば丸呑みしても窒息しない。長い舌は分割された喉の隙間に収納されている。
2、3ヵ月に一度、脱皮を行う。脱皮が近づくと掻痒感を覚える。汗をかかないので、脱皮の際は下半身を水につけて湿らせる。脱皮した皮は金運のお守りとされ、大きな商会に飾られていることがある。
風邪をひくと主に呼吸器症状を起こす。また舌に口内炎ができると、喉の中に収納されている間に急激に炎症が広がり、喉や肺に達し肺炎を誘発することもある。そのうえ、喉の構造が複雑ゆえに、菌も潜伏しやすく、一度炎症が悪化するとなかなか自然治癒しないという弱点を持つ。対症療法としては温浴が最も効果が高いとされる。
生物濃縮を行う有毒の亜種も存在しており、ネイクス家の先祖には毒を食べ続けて全身を毒で浸食させきり、吐息だけで人を殺せた伝説の暗殺者がいたという。だが、毒腺が発達しすぎると全身に刺青のような模様が浮かぶので、暗殺には不向きになる。
ミノタウロス族
牛に似た特徴を多く持つ魔族。男性は頭部そのものが牛に酷似しており、総じて長身かつ筋骨隆々な肉体を持つため、巨大魔族に分類される。女性は顔も人間によく似ているが、角と耳は牛にそっくりで、乳房が大きく発達する者が多い。
ケンタウロス族
下半身が馬のような種族。平地や草原を駆け回るために進化したとされ、生まれながら馬と同じ速度で走れるという。脚には馬のように球節を持つ。
広い平野で槍を片手に突撃してくる様は人間族にとってなによりの脅威だったとされる。戦争時には傭兵業に従事し、戦後は配送業などに従事している者が多い。闘技場の闘士に転身したものもいる。
戦で死んだ者を尊ぶ風習があり、孤児を引き取ることも文化として根付いている。
基本的に草食で、野菜しか食べない。高代謝で活動的な肉体を栄養効率の悪い野菜で補うため、大量に食べる。
スタミナ、持久力に優れ、僅かな調練で見事なまでに統率をとってしまう。勇敢で武芸に長けているが、その一方でとても神経質、臆病な面もある感受性の高い種族でもある。
また、街中であまり走らずに暮らしていると蹄が伸びすぎてしまうので、馬と同じく装蹄して安定した歩行を保つ。
下半身の胴にはいざという時は盾にもなる鞍を模した伝統の防具をつける。
古くは長距離行軍の際に怪我人が出ると、身分の低い者には自害させ、地位ある者は主人の介錯で命を絶つという悪しき風習を持っていた。
婚姻の際は、同族同士なら武具を、異種婚なら鞍を贈る風習がある。従者を主の所有物とする文化を持つため、結婚後は夫婦の財産として共有される。
リザードフォーク
爬虫系魔族の一種。変温型で寒さを嫌う。ラミア族同様、有毒亜種が存在する。
人魚族
下半身が魚のようになっている種族。水棲魔族の一種。陸に上がる必要はほとんどなく、水中生活に適応している種族である。魔族の中でも特に多様な亜種が存在する種の1つで、セイレーンやメロー、マーメイドなどの複数種存在する。
エラと肺の両方を持つ。エラは人間でいう肋骨のあたりに位置する。喉にはエラ呼吸と肺呼吸を切り替えるための弁があり、体内には食道と気道に加え、水を口からエラに送るための「水道」という独自の器官を備えている。ただ、老齢や喉の疾患を持つ個体は、水中でアクシデントに見舞われた場合、弁の切り替えに失敗して肺呼吸のまま水を飲み込み溺死してしまう恐れがある。エラ器官は魚とは比べ物にならないほど複雑な機能を持ち、淡水海水問わずの水中活動を可能とする。
歌声は美しく、歌で生計を立てるルララのような者もいる。水中会話に特化した独特の発声法による人魚語を使うことができる。
両手の指には水かきが付いている。これを利用して手の中に溜めた水を一気に発射することで、大の男を横倒しにする威力の水鉄砲を撃つことができる。
目には瞬膜を持ち、水中では高度に発達した瞬膜で目を保護してクリアな視界を維持できる。海水で飲み込んだ塩分は、涙として排出される。
水中で服は邪魔になるため服を着る習慣がなく、同族だけの時は基本的に全裸。ただ他の種族と関わる場合は評判にも悪影響なので、アラクネ製の水中用衣服が普及しつつある。
基本的に火を使えないため、食事は獲れたての魚介類を生で食べる。飲酒の習慣はない。また、シャコガイの殻やウミガメの甲羅を生活の道具として活用する。
水中生活に適応し、かつ短時間の陸上行動にも対応するため、全身が薄い粘膜で保護されている。強い日差しを浴びると、個人差はあるが上半身の皮膚が日焼けし、皮膚が剥けると粘膜の形成が追いつかないので、人間以上にしっかり処置しないと炎症を起こして皮膚病になりかねない。特に深海人魚は日焼けをすると、褐色になる前に炎症を起こしてしまう危険がある。
水温の上昇に敏感で、他の種族よりも早く嵐の予兆を捉えることができる。
東では人魚の肉を食べて不老不死になった尼僧の話が有名だが、根も葉もない伝説である。
セルキー族
アザラシの皮をかぶり、アザラシそのものになってしまう水棲の魔族。みな見目麗しいとされている。一夫多妻型のハーレムを形成する文化を持つ。
アラクネ族
下半身がクモのようになっている種族。クモの腹部から粘り気の異なる、2種類の糸を出す事が出来る。
上半身には人間のような腕が2対4本、下半身にはクモのような脚が4対8本ある。腕は肩からつながる1対と、脇腹あたりからも伸びる蜘蛛の『触肢』にあたるもう1対。
人間と同じ位置にある2つの目に加え、額に小さな4つの複眼が存在している。ただし、視力はあまり良くないとも言われる。
下半身には骨がない代わりに、軽く丈夫な外骨格で構成されており、巨体に反してその動きは俊敏。腹部は高度に発達しており、血管や神経網が縦横に走っている。
生まれてくる子供が女性のみという唯一の種族で、生殖には他の魔族や人間の男性が必要。小柄で捕まえやすく、気弱で従順な人間の男はアラクネの間で大人気。程度の差はあるようだが、略奪の習性を共通して持っている。
糸は体内では液体で存在し、体外に排出される時に空気と応力で糸の形に変わる。体液の量や成分の配合を調整することで、粘つく糸や、逆に全く獲物を捕らえないさらりとした糸など、用途に応じた糸を生成することがせできる。下半身の腹部の先端には、出糸突起（糸イボ）と呼ばれる生成した糸を吐き出す最も重要な器官があり、穴を囲む小さい5つの爪状の器官で体内で生成した体液を細く長く縒って、目的の方向に射出することが可能。
糸を使い罠を作ったりや移動手段にするなど応用する。糸の応用範囲は広く、自前の糸でなんでもこなしてしまうことから、兵士となれば最強であろうという軍略家もいるほど。糸は湯などで溶かす事が出来る。異性や他の生き物を惹きつけるフェロモンが糸に含まれており、これは普通の糸には少ないが発情した時に出る糸から大量に抽出される。一部の個体はフェロモンを利用した暗号文を使う。
糸の使い方は親から学ぶが、様々な事情で親がいない個体は他のアラクネから扱いを学ぶ。
疲労や糸の出しすぎで『喪糸病』という病気になる。徴候として体液が不足して常に粘ついているはずの出糸突起の爪が乾き、たんぱく質などの体内の糸を作り出すための栄養素が偏り、貧血、栄養失調などの症状が現れ、最終的には命に関わる。
肉体の大半を糸を生成し吐き出す機能に特化させているので、大きな体に比して消化器官が弱く、肉などを大量に食べることが出来ず、かつては動物の体液を主として摂取していたという話もある。
かつては『道』に潜み、罠を仕掛け獲物の体液を糧としていた。亜種によっては血液を吸い、人間の男性を相手に強引な性交渉を迫り体液を得ていたこともあったという。古くは人間領にも多く住んでおり、東部では『絡新婦（ジョロウグモ）』とも呼ばれていた。
スキュラ族
下半身がタコのような種族。足に相当する触手は8本。かつて祖先は深海の邪神と呼ばれていた。
『深海の賢者』とも言われるほど、知識に対して貪欲な一族。800年生きたという記録もある長寿な種族。
体の構造には謎が多く、完全には解明されていない。上半身には軽いが強靭な軟骨による骨格を持ち、下半身は軟体動物の如く骨格を持たない。
触手は筋肉の塊で、力も強い。吸盤の吸着力は尋常ではなく、手加減していても赤い痕がしばらく残ってしまう。触手の間には水かきのような膜がある。筋肉の収縮度で触手の色を変える。
触手は再生力が強く、大きく損傷しても何週間かあれば回復する。触手は珍味らしく、はるか西方には自分の触手を切って食材として調理する店があるらしい。
脱皮を行い、常に若々しい姿のままでいる。水棲魔族のため、高温や乾燥を嫌う。
口には墨を出す器官を備え、タコ墨は滑りが良く、上質のインクとして評判。
体の各所に存在する神経の塊（副脳）によって、触手の複雑で繊細な動きを制御している。特に眉間にある副脳は比較的守りが弱いので最大の弱点となる。
邪神族
スキュラ族の祖先とされる種族。数千年前にはギガス族とも交友関係があったらしい。ディオネによれば悪い人ではないが見た目が怖いとされる。

竜族
最も謎が多い種族の一つ。そもそも地上の生物ではなく、遥か昔、神域に近い場所から地上へ降り立ったのだと言われている。
鱗と大きな角をもつ種族。膂力、呪い、魔法といった幾つもの強大な力を有し、普通の生物では太刀打ちできない。
生態には謎が多く、魔族の中では最も原始的な姿を持つとされる。すべての魔族の原点にして頂点ではないかとも考えられている。
吐く息によって、火竜、毒竜、水竜、吐息で攻撃しない竜の4つに分けられる。
最も驚愕すべき生態として、世代交代もなく、環境に応じて一代で姿を変化させる。その形態は様々で、ワイバーン、ナーガ、ワーム、オロチ、ミズチなどがあり、スカディは人や魔族の世界に対応し人型になったもの。高度な知性を持ち続けるか、理性を失い魔物と化すかは、個体ごとに生き方を選んだ結果とされる。竜が神々から離れ、地上で長く生きすぎたことで、地上の穢れ、瘴気の影響を受けて体が大きく変質してしまうことによるとする説が存在する。
アルコールに麻酔及び鎮静作用がある。
過酷な環境に住むトカゲの一種と同じく、尻尾に養分を溜めることができる。調子の悪い時は、尻尾が細くなって垂れ下がるので、健康を測る指標となる。
体が丈夫なので、普通の種族なら死ぬような病気に罹ってもなかなか死に至らず、それだけに苦しむ時間も長い。
希少種族であり、特に竜の血は錬金術においては他に代替できないとまで言われた貴重な素材で、寄生生物にとっては栄養源としても価値が高い。
一方で竜鱗をよく落とす。魔族領で森や山を探せばすぐ拾えるので、鱗についてはそれほど珍しくはなく、竜の加護が得られる魔除けの縁起物としてアクセサリーにも用いられる。
金銀財宝を好む性質がある。
火竜
体内で作り出す可燃性の燃料と肺からの吐息、歯と歯を噛み合わせて火花を散らし、吐息と燃料を混ぜ合わせて炎のブレスを放つ竜の一種。
自ら作り出す可燃性有毒ガスから身を守るために黄鉄鉱や藍鉄鉱で構成された内臓を持つ。鉱毒にも強く、竜族の間では調味料にヒ素を加えるのが大人気。
命の危険が迫ると体温を上昇させることで、燃料嚢の可燃性物質を自然発火させる。食道、胃、肺などを火炎で満たし、常に口から火を放つ状態になり、体表の鱗も高温で熱され、外敵を排除するため暴れまわる。
頭部から生える角は、ブレスの熱から脳を守るための冷却器官ではないかとも言われる。

アンデッド系魔族
ゾンビやスケルトン、リッチ、グールといった魔法や呪力によって動く魔族の総称。いわゆる「生きる屍」の種族。身嗜みや匂いに気を遣わなければならず、生者からの視線を気にすることが多いので、街で普通に暮らすことは珍しい。基本的に騒動が好き。
死を忘れたと言われているが、実際はゾンビは肉体が腐り、スケルトンは骨が朽ちるなど、存在が消滅するという意味の死はある。そのため、ゾンビなどは防腐剤を必要とする。
フレッシュゴーレム
人間の死体を集めて作られたゴーレムの一種。死肉の人造とも呼ばれる。生命を生み出す実験によって人の手で生成された存在なので厳密には魔族ではない。
設定は全て首のマキモノに記されており、ここが本体と言える部位で、弱点でもある。マキモノは背中にある頸椎および脊椎を模した金属パーツに刺さることによって死肉と接続され、体内に繋がる赤いチューブを切ると完全に接続が切れてしまう。
死体の元になった人物の「声」を聞き、その衝動に駆られることもある。体の各部位は死んでいなくて、それぞれに意思があるため、離れていても動き続ける。
アンデッドであるため痛みを感じないが、東洋医学のツボといったものには反応が見られる。自分の体の異変や損傷に気づけるよう触覚だけは残されている。
身体を欠損した場合は別の死体を継ぎ直す。新陳代謝はなく、組織再生をするわけではないので、縫合した後は抜糸しないでおく必要がある。ただ、ゾンビと同じく肉が腐敗しないよう、首にある細い金属の管から定期的に防腐液を血管に注入する必要がある。
肉体は硬直し、力や柔軟性の代わりに、骨と呪力のみで体を支えるので、骨格に歪みが生じやすい。整体を受けると生命力が喚起されて、それが呪術に影響して骨を正しい位置に修正、さらに呪術で作られる力場に干渉して痺れるような刺激が走る。

死霊系魔族
レイスやゴーストといった常人には目視での確認すらできない魔族の総称。人間や魔族が怨恨を持って死に、魂が抜けだして一人でに歩き出したもの。
霊感がないと霊体は見えないが、鬼火のような霊が作り出す現象は誰でも目にすることができる。
ゴーストに憑依されると、悪寒、嘔吐、頭痛、幻覚などの症状が現れ、最終的には意識を失い生命力を奪われてしまう。
基本的に騒動が好き。『暇だから』という理由で好き勝手に動くが、明確な方針と、それに対する役職さえ与えれば制御することもできる。

ハーピー族
二の腕から先が翼、膝から下が鳥の脚のようになっている種族。卵生で、鶏卵の2倍ほどのサイズの卵を産む。
尾羽や風切羽、冠羽を持つ。五本指を使えない分、口や翼を器用に使うことができる。人間よりかなり首が柔らかく、羽づくろいの時は翼の内側に頭部を隠す。体温は人間よりやや高め。汗をかかない代わりに、体内の気嚢に外気を取り入れて体温を冷ます。
熱しやすく、1つのことに囚われると、視野狭窄気味になって周りが見えなくなる種族としての傾向がある。そのため、マイペースで、他の種族から忘れっぽいなどと言われることが多い。
飛行や体温維持、撥水のため、尾羽のつけ根から分泌する『尾脂』を羽づくろいの時に全身の羽毛につけて手入れする。羽毛は分泌物できれいに保たれているが、ストレスなどで分泌異常が起こる。また、温水で何度も水浴びすると尾脂が溶けだしてしまい、羽毛が形状を保てなくなって毛羽立ったり逆立ったりするだけでなく、風切り羽まで異常が出て飛べなくなる場合もある。
冠羽は骨から直接生えており、異性へのアピールや仲間に存在を伝えるため、ある程度自分の意思でぴょこぴょこと動かせる。翼はとても繊細で、風切羽が2、3本抜けてしまっただけですぐに飛行に影響が出てしまう。羽毛は保温性に優れ柔らかな感触を持つため、高級なペンや寝具に使われる。
満腹になると飛行に支障が出るので、常に満腹でも空腹でもない状態を維持するため、少量の食事を分けて食べる。ナッツ類など、少量で栄養価が高い食事を摂ることも多い。
老いた者、子供、病人などは自由に空を飛べなくなる。若者が急に飛べなくなると強いストレスを感じる。
魔族の中でも特に多様な亜種が存在する種で、羽根の色や形、翼の大きさ、冠羽の色などで特に個性的な見た目になる。大きくタカやフクロウに似た猛禽型、ダチョウやニワトリに似た陸上型、海辺や島国で見られる水鳥型などに分類されるが、これらは全て互いに子供を作ることができ、羽毛の形質は主に両親から受け継がれるため、実に多種多様な色と形の組み合わせがあり、同じ羽毛を持つハーピーは存在しないとまで言われている。ある種の翼の色や形は、ハーピーたちの中では1つのステータスになる。
成熟前後には換羽が起きる種類もいる。
目玉模様を本能的に恐れているので、サイクロプス族が苦手。
本来渡りの性質を持ち、大陸間を横断し、居心地のいい場所を探す種族。そのため安住の地と定めた場所への執着も薄く、住居も短期間で壊れることを前提に木で作る。崖の出っ張りを礎石に木造の小屋を建てて生活する。
東方では「姑獲鳥」とも呼ばれる。
フェニックス
不死の鳥とも呼ばれる伝説の魔族。ハーピーの希少種とも、鳥であるとも言われる。炎に身を包まれることで再び再生し、決して死なないとされている。美しい翼と炎のような深紅の羽根が特徴。飛翔能力にも優れている。幼い頃は羽根の色はくすんでいるが、大人になる時の換羽で姿を大きく変える。尾羽は生え際からすぐに3房に分かれ、角度によって色合いの変わる七色を呈し、先端部にはクジャクのような飾りもある。

巨人族
オーガやサイクロプス、ギガスなどの巨体を持つ種族。ギガスを除けば、大きいものは人間の2、3倍程度の身長を誇る。
ギガス族
人の丈の10倍の身長を持つ種族。巨神族とも呼ばれる。
体躯に対して腕の比率が大きく、指も太め。その巨体から、歩くだけで地震を起こし、家を壊してしまう。
巨大な自重を支えるために外皮を頑丈にしたなど、肉体の構造は植物系魔族に近い。南国の珍獣『怠け者（スロース）』に生態がよく似ていて、体重に対して相当に少食。
代謝が低く、髪にコケが生えるほど髪が伸びるのが遅い。じっとしていればほとんど体力を消耗しないが、その影響で、軽い病気でも10年以上治らない場合がある。
極端に代謝が低いせいで、消化のためのエネルギーが食事で摂る栄養を上回ってしまい、特に消化能力が低下する暑い時は、食事を摂っているのに栄養失調になる現象が起きる。外皮が硬すぎて普通の注射針を使った点滴は困難なので、栄養失調の治療では、消化の良いお粥など柔らかく煮込んだものを食べさせる。
ドラゴンでも病み上がりで弱っていれば潰してしまうほどのとてつもない力を持つ。
原始的な巨人系魔族ではないかとグレンは推測した。
寿命は数千年で、スカディよりも長生き。
素早い動きは苦手だが、大きな指は繊細に動かすことができる。ただ、力は強く、人間が使う道具は小さすぎて頻繁に壊してしまう。
現在ではディオネ1人しか存在しないと考えられている。大らかで、細かいことを気にしなさすぎる、何事も深刻にとらえない性格が、危機感の欠如を招いたことも絶滅の原因ではないかとされる。
サイクロプス族
大きな一つ目が特徴の種族。男性は身の丈も人間と比べて一回り大きく筋骨隆々。女性は人間とほとんど身長も変わらないが、手は大きめで指も太く、力自慢。眉も1つだが、位置には個人差がある。その外見からかつては粗野で野蛮だと誤解されることもあった。
眼球はガラスに似た特殊な膜で覆われているとされ、涙腺も多く体液で満たされている。巨大な眼球を支える眼輪筋は疲弊しやすく、常に大きな隈がある。
大柄な巨体に反して手先が器用で、特徴的な目の性質から高温の炉を見続けても失明しないので、鍛冶に特化しているとも言われる。伝統的に職人は男性の仕事とされており、メメのような女性職人はかなり珍しい。
真面目で義理堅く、融通の利かない頑固な面もあるが、責任感が強く自分たちの作るものには誇りを持っている。温厚なので戦いは性に合わず、戦争時には直接戦場に立つことなく、武器の製造を手がけていた。頑丈だが、謹厳実直な性格上ついつい働きすぎてしまう傾向があり、過労で倒れてしまうこともある。
視界が広くて視力も良く、物を凝視するのは得意だが、広い視野で多角的にものを捉えるのは苦手で、動体視力も低い。視力に特化している上に、立体視ができないという致命的な弱点を持ち、また視覚と三半規管との連携を崩しやすいので、乗り物酔いになりやすい。ひどい場合は幻覚を見ているような気分になって意識が朦朧としてしまうこともある。
鳥が嫌う目玉模様に縁起を担ぎ、ある地域では農園では女性のサイクロプス族を雇う風習があるという。
長い歴史で戦争の武器を作ってきたことはあっても、常に中立で、直接参加したのは人間との戦争だけ。敵対する勢力両方に武器を売り、その取り引きの中から自然と、各勢力の財力、兵数から装備まで筒抜けになってしまい、戦争の趨勢をよそうできることから、『戦争の勝敗はサイクロプスに聞け』という伝統的な言葉が生まれた。
オーガ族
角を持つ巨人族の一種。女性でも見上げるほどに大きく、肉体は筋肉質、額からは白い角が伸びる。

妖精族
魔族とも人間とも違う種族と自称する種族。神代の時代から連綿と続く神に最も近い一族。遥か彼方にある『常若の国』を支配し、妖精女王を頂点とする社会を構成している。
すばしっこく、人目を避けるのが得意で、危機察知や自衛能力に優れている用心深い種族。小柄だが、身軽さと団結力で神々とも渡り合ったとする伝承が残っている。
不老不死で人間や魔族よりも高いレベルの文明を持つという。不老不変の存在なので滅多なことでは怪我もせず、仮に肉体を損傷しても、故郷に戻り妖精女王の力を賜ればたちどころに快気する。そのため医療技術は必要としない。
顔立ちは中性的で、男女の判別、個人の識別が難しい。妖精を増やすことは女王のみに認められた特権なので、それ以外の妖精は恋愛も結婚も出産もしない。アリやハチなどの社会性昆虫と同じく、個体の個性を小さくして群体として生きることで繁栄したとされる。個人の娯楽を求める感情も薄いが、薄いだけで感情自体はきちんと持っている。
同族間における意思疎通はテレパシーのようなものを用いる。その感応能力は、リンド・ヴルムから常若の国まで報告を伝達することも可能。一方で『発声』『言語』といった風習を持たず、言語中枢が未発達なので大陸公用語では簡素な単語を並べるのが限界。稚拙で舌ったらずな発言を繰り返すせいで、魔族などから愛玩動物の様な目を向けられることもある。
文明発展速度の遅い人間や魔族を憂いた妖精女王から、彼らを助けるように命じられている。このため『手伝い妖精』とも呼ばれるが、助力は従属ではなく、下等種族への恩恵と慈悲だと考えている。労働の報酬は1人につきミルク1皿と決められており、仕事ぶりで報酬を増減させることは許されない。これは安価な報酬で人魔両者の力になることを女王が心から喜んでいるためで、別にミルクが欲しくて働いているわけではない。契約内容を酒に変えることもできるようだが、アルコールにはあまり強くない。
ショゴス
かつてスキュラ族が邪神と呼ばれていたころ、彼らが製造し使役していた眷属の生き残り。上位存在から命令、使役されることを目的とする。
あらゆる形態、あらゆる材質に姿を変えられる精巧な擬態能力を持つ。依り代となる白骨から生前の肉体を再現することも可能。色素細胞により色も自由に変えられ、髪の毛の1本や衣服に至るまでほぼ完全に再現できる。ただ、予想外のことが起こると擬態を維持できなくなる。また、分裂を続けて体組織の総量が減ると擬態が不完全となる。
多くの思考を同時並列処理する機械的な生命であり、自我は1つのようで1つではない。たくさんの個体が集まった群体としての生命なので、優れた分裂・増殖能力を持つ。ただ、分裂するごとに自己が薄まり、個々の知性が落ちてしまう。さらに高度な知識、高い学習能力も有している。
中心となる核が存在しており、その核を中心に分裂体に命令を下す。分裂体は栄養状態が著しく低下すると捕食形態に変化する。肉体が散り散りになったまま栄養が取れず、体組織が不足して捕食形態にも移行できなくなった場合、エネルギー消費を抑えて本体による救助・回収を待つために紫色の球体に変形する。
人間とも魔族とも異なる論理で行動するため、独特な口調で話す。スライム以上の擬態能力を持つためか、発音にも違和感がない。
行動原理は栄養補給を第一とする。時には強力な生物へ寄生し、動脈へ侵食することで栄養素を奪う。また、養分に困窮すると活動停止するか、赤黒い肉塊のような捕食形態へ移行する。好物は生肉。
邪神は彼らを戦闘、家事のみならず、損傷した内臓を修復するための医療用としても使役していた。
スライム族
半透明の液体状魔族。自在に変化させられるアメーバのようなゲル状の肉体を持ちながら、人や魔族と対等に会話できる知性を持つという、魔族の中でも特に異様な生態を持つ一族。脳も心臓もなく、細胞のコアだけがある不定形生物。
粘度が高く不定形な肉体を使い、その形を変えることで不完全な擬態を行う。真似られるのは輪郭だけで、中身は半透明なゲル状のままなので、鋳型にゼリーを流し込んだような見た目になる。個体によっては人に似た姿を取ることを好む者もいる。可塑性だけでなく、体内の塩分を変化させ、浸透圧によって体組織の密度も意図的に変えることができる。
体組織の9割近くが水分で、水辺に棲むことで必要な水分を補うことが多い。体内の浸透圧を調整することで淡水でも海水でも吸収でき、短時間であれば水中行動も可能。乾燥剤は劇薬になる。
知能も学習能力も高い。目も鼻も口もなく、とても意思疎通ができる生物には見えないが、声帯や鼓膜を再現してアメーバ状態でも普通に会話する。ただし、それも不完全なので、言葉を話すと発音が変になる。
全身消化器官とも言うべき生命体で、どこからでも獲物を取り込んでしまい、体内で消化する。消化機能はある程度制御でき、選んだ食物の消化を遅らせることもできる。味覚も存在し、食べたものの判別も可能。食べ物は消化するまで身体の中を漂っている。
体組織は周囲の組成と同じように変化していく性質があり、理論上は別種の生命体の損傷した血管や臓器を修復することも可能だが、実用レベルで能力を使えるのはライムだけなので医療革命には至っていない。
ショゴスから分岐して独立した種族になった存在らしく、ショゴスが分裂したその「余り」が起源と言われることもある。先祖であるショゴスより立場が弱く、本能的に取り込まれれば戻って来なれないことが分かるので、対面すると恐怖心を抱く。
ゴーレム族
泥土を食べることで自らの肉体を構成する魔族。異物を取り入れると、それが核になって体内に腫瘍を形成してしまう。
アルラウネ
植物系魔族の一種で、花の特徴を持つ。「花の中に生えた人間」に例えられる外見を持ち、下半身に相当する巨大な球根から蔓を伸ばし、球根の先端に生える巨大な花の雌蕊に当たる部分から緑色の肌を持つ女性の上半身が現れる。肌の色が濃い緑色をしているのは光合成をする種族であるためで、髪に見えるのは花弁、動物とは違う発達をした眼球は黒目が大きい。衣服を着ることはないが、葉の形の器官で胸などの大事な部分を隠す。長寿の種族であり、実年齢に比べて外見年齢が非常に若い。人間領では『曼珠沙華』とも呼ばれる。
球根の下に生えている根で移動することもできるが、あまり速くはないので、急ぐ時は他人に運ばせるか、転がって動く。自在に伸縮する蔓は機敏に動けないことを補うためのものとされ、およそ植物とは思えないほどよく動き頑丈なことから、食虫植物の触手として発達したとも考えられている。蔓は切断に弱いが、痛みは感じない。水は蔓から飲むが、酒だけは口から飲む。体には水分を多く含むので、松明の火程度では燃やせない。
花蜜によって虫や動物をおびき寄せる習性があり、開花の時期になると豊満な乳房で生成した花蜜を貯め、全身に蜜を巡らせ、頭や蔓の先端に咲く花から分泌する。花蜜は栄養豊富で女性にとって美容に良い成分が大量に含まれている反面、異性を誘惑、発情させる成分を含んでいる。勢いに任せてミツバチなどに受粉させすぎると、蜜が乳房に貯まり過ぎて痛みを覚えるため、直接吸い出すか、針で穴を開けて排出する必要がある。なお、脂肪でできた動物の乳房とは違い、アルラウネの乳房は瑞々しいオレンジのような弾力を持つ。花粉には媚薬効果を持つフェロモンが含まれる。
植物系魔族の中でも、特別、花（生殖器）に特化した生態をしている。生物学の常識からかけ離れた異様な繁殖力を持つ種族で、全身の花で受粉することによって植物と、人間に似た本体で精を受けることで動物と交配し、子孫を残すことができる。春は受粉の季節で、虫がむやみに花粉をつけるので、蔓から勝手に真っ赤なリンゴに似た実が生る。一個体から生まれた娘は竹などと同様、株分けしても同じ遺伝子を持ち、開花の時期を同じくする。数年に一度、集団開花の時期が訪れると、人間や魔族の子種、どんな種類の花粉も受け取って自分の遺伝子を残してしまう。この場合、自家受粉が性欲を抑えるための対症療法となるが、多種多様な種を残すために自家受粉しづらい構造をしているので、他人に筆で花粉をつけてもらう必要がある。近親相姦という概念は存在せず、人間の価値観、倫理観は通用しない。
性欲旺盛で、男の体液を絞り取ることが、絞首刑になった罪人の精液から生え、罪人の生き血を吸い尽くして、真っ赤な花を咲かせるという伝説の元になったとも考えられている。
鬼族
東方の人間領固有の魔族種。御伽噺では子供でも異様な力を発揮し、酒を飲み、時には人を食うこともあったなど、西側のオーガ族やミノタウロス族によく似た伝承を持つことから、オーガ族とは違う種族ながら生物学的には近縁種だと考えられている。現在ではもう残っていないと思われ、絶滅したか、あるいは東の地を追われてオーガ族の血族と一緒になったとする説もある。
鬼変病（きへんびょう）
人が鬼になる奇病。12歳から15歳の第二次性徴期に発症する。最大の特徴として、頭蓋骨が変形、隆起して額から2本の角が生える。発症すると体質が変わり、特に筋肉が発達して異様なほどの膂力と瞬発力を発揮し、酒にも異様に強くなる。
鬼としての筋肉量による過剰な運動の代償は、人間が触れれば火傷も有り得るほどの膨大な発熱で、体に溜まった熱を逃がしきれずに熱中症一歩手前になってしまう。
神経の通う角は鋭敏な感覚器官で、空気の流れを感じることで目を閉じていてもあらゆる気配を感じ取ることができると同時に、血管が通った冷却器官でもあり、体温が上昇しすぎた時は突起物から熱を逃がす。子どもの時点ではシカの袋角のように皮膚に包まれ、わずかに産毛も生えているが、成長に伴い徐々に外皮が剥がれて、骨質が剥き出しになる。皮膚が剥がれる準備ができていないうちに角が大きく成長しすぎると、鋭い先端が内側から皮膚を刺して内出血を起こし、激痛に見舞われることがある。
『鬼変病』は人間だけに発生する病気なので東方にしか存在せず、人間以外に差別的な東方では発症者はまともな職業に就けなくなり、法的にも冠婚葬祭の権利すら剥奪されている。
その正体とは病気ではなく、リトバイト家を始めとする鬼族の血が混じった特定の血族に発症する「成長」の一種。そのため、通常は10年ほどの周期で1世代につき1人しか発症せず、1人も発生しない村なども存在する。
東では他の魔族と同じく、医者や按摩に診てもらうことができない。だが、グレンの研究が発表されたことで、差別を撤廃するべく動きが始まった。

ドリアード
植物系魔族の中でも特に樹木の幹の特徴を持つ種族。歳をとると定期的に体の各所から枝葉が伸びていく性質があり、老木になると虫食いやコケが発生しやすくなるので、人間の散髪のように定期的に剪定する必要がある。
吸血鬼
不老不死と言われるほどに長寿な種族。ドラゴンよりは他の魔族と関わりがあり、権威者として他の魔族の後ろ盾になることがままあるので、ラミアを庇護していたこともあるという。
コウモリの特徴を多く持つ魔族であり、コウモリのような耳が生え、爪は長く、肘から先と指の合間が伸縮率の高い翼膜になっている。翼開長はハーピーと同程度。薄く軽量化した翼膜は、引っ掛けただけで破れるほど脆い。
日の光に弱いため夜行性であり、闇の中で目が光を反射し、可聴音域ギリギリの甲高い音を放つ。オーガやケンタウロスのような戦闘特化の魔族に比べれば非力だが、人間よりは力も強い。
鋭い犬歯で皮膚を突き破り、傷口を舐めるように吸血を行う。ただし、生きていくだけなら吸血は必要なく、普段はフルーツで栄養を賄う食性で、繁殖の時、怪我や病気を治す時など、短時間に大量の栄養を摂取したい場合のみ吸血衝動が高まる。その点では吸血するコウモリより蚊に似ている。好みの血には個体差がある。直接牙を立てて血を飲むのは、感染症の危険を排除するために進化した結果だとされる。唾液には血液凝固を阻害する成分と、麻薬のように獲物となる生物の精神を蕩し快楽を与える成分を含んでいる。血を求めるために五感が鋭くなるのか、吸血欲求が高まると全身が敏感になる。
頭頂部から上に伸びる猫とウサギの中間のような形状の耳は、耳孔内には異物が入り込むのを避けるために多めに産毛が生え、反射した音の位置や角度などを性格に捉えるために複雑なヒダが形成されている。感覚的には音の反響はほとんど視覚のようなもので、複雑な音の跳ね返りで得た情報の集積で、脳内に周囲の構造を自然にイメージさせる。
声帯は強靭な筋肉で構成され、1秒間に数百回の音波を発して、その反響を聞き取ることができるので、嵐の大雨の中だろうと飛ぶことができる。ただ、はためいている布やスポンジ状の物体のように反響のない物体を感知するのは難しい。
反響定位で補ってはいても、飛行はさほど得意ではなく、一度風を捉えそこなえば復帰に時間がかかり、繊細な空中動作も苦手。
ケルベロス族
どんな生物とも異質な「三頭」という特徴を持つ希少な魔族。一見すると犬の耳と尻尾を持った獣人族だが、両肩からそれぞれ脳と自我がある犬の首が生えている。肉体の主導権は本体である真ん中の頭部にあるが、左右の頭を完全に制御できるわけではない。完全肉食性で、両肩の食道は本体に繋がっている。地獄の番犬と呼ばれるほど凶暴な種族で、本体の睡眠中も両肩の頭部は本体の安全を守っている。なお、両肩の脳では長期的な記憶の保存はできない。
魔族領においても特に過酷な地域に住む種族。両肩の頭部は特に戦闘のために発達したものとされ、中央の頭部を守り、至近距離で敵に噛みつき、食らうための自衛器官であり、複数の脳は本体の頭が気付かない外敵を自律的に迎撃するためのものだと言われる。だが、平和で外敵のいない環境では、精神的なストレスを外敵からの攻撃だと考えてしまい、最も近い他者である逆側の肩の頭部とケンカをしてしまう。
普段は二足歩行だが、足の構造は獣と同じなので高速移動の際には四足歩行する。ただ、四足では腰に相応の負担がかかる。
体毛は硬く、すぐ絡まったり、毛玉ができたり、埃が付いてしまうので、親しいもの同士でコミュニケーションとしてブラッシングを行う。
セベク
古くから川に棲むとされる、ワニの特徴を持つ魔族。
肘から手首までの太さが一定で手首の関節がなく、手は硬そうな鱗で覆われ、背びれ部分にとげのある太い尻尾を伸ばしている。
150年ほどの寿命を持つ長寿種族で、かつ脱皮もするため、見た目通りの年齢ではない場合がある。
オシラサマ
蝶型魔族から分かれ、人間によって家畜化されたカイコの魔族。
歴史に残らないほど昔から人間領で人間と一緒に暮らしていた部族であり、東国ではカイコの神とも農業の神ともいわれて信仰され、場所によっては桑の木に着物を着せて信仰対象としている。しかし、100年前の戦争で人間領を追われてしまい、魔族領に移住して一部族として定着した。
大きな白い蛾の翼、2対の腕、頭の触角といった昆虫系魔族の特徴を持つ。子供のオシラサマは絹になる上質な生糸を吐くことができ、思春期で大人になる過程で糸を吐けなくなるが、大人には子供を作るという仕事があるので、生涯にわたって身の回りの世話をなんでもしてもらっていたという。糸を吐く力に特化しているので、遺伝的に体が弱く病気がちで、極端に筋肉量が足りず自力で起立できないほど足が弱い者もいる。
家畜化するうえで、栄養を貯えると同時に異性にとって魅力的になるように、筋肉より脂肪がつきやすい形質や、意識せずとも庇護欲をそそる形質を獲得している。

### その他生物
バロメッツ
掌に乗るサイズの小さなヒツジ型の植物。
ヒツジには中心にヒマワリの種のような種子があり、その周囲を包む羊毛は風に乗って移動するための綿毛で、風が弱い時に移動を補助し遠方まで種子を運ぶために頭と4本の足に見える突起物が生えている。植物なので脳や明確な思考は持たないが、オジギソウのように外部刺激に反応する生態を持ち、地面に足がつくと頭部から小さな音波を足元に射出して跳ねるという反射的な動作を起こし、良い土を見つけると自分から潜っていく。また、数十匹が寄り集まってイカダに変貌し、水の上を渡ることもできる。
また、外敵に対抗する機構として、羊毛に衝撃を受けると脳に作用して強制的に眠らせてしまう粉を発する性質があり、ちょっと触れるだけでも周囲にまき散らされてしまう。本来であれば短時間で目を覚ますが、ヒツジ種子が大量発生して街中に眠りの粉が蔓延するような事態になった場合、覚めることのない眠りに陥る『眠り病』が発生する。睡眠が必要ないアンデッド族以外は眠りに落ちてしまうが、実際は睡眠というよりある種の催眠状態に近いようで、生命維持に必要な行動はあたかも夢遊病者の如くこなすため死ぬことはない。
本体は背中に茎と葉の生えた巨大なヒツジの姿をしており、普段は地中に埋まって白い花から周囲に種子を飛ばす。頭部の器官からは指向性のある甲高い音波を発し、その衝撃波で周囲を漂う眠りの粉を相手に飛ばすことで自衛する。
遠回りな進化をしたためか個体数のかなり少ない希少樹林であり、存在はほとんど知られていない。
本来はそれほど甚大な被害をもたらす生物ではないが、オークラウ公爵の指示で『ラドン花街』に植えられた株は、アルルーナの元から盗まれた栄養剤を投与されたことでゾウ並みに巨大化、リンド・ヴルム全域に種子をばら撒いて大量の『眠り病』患者を発生させ、スィウに伐採されるまで大きな被害を出し続けた。
デッドリッチ蚊
リンド・ヴルムの墓場街に立ち込める「瘴気」と呼ばれるものの正体。蚊のような黒い羽虫で、一般的な蚊よりかなり小型、かつ動きが素早く、その割にほとんど羽音がしないので、自由に飛んでいる時に存在に気付くのは難しい。
全くの新種、もしくは墓場街の環境に適応した特殊な種と考えられている。リンド・ヴルムが今の形になってからの僅か10年で適応進化を遂げるとは考えにくいので、どこかで細々と暮らしていた蚊が、たまたま墓場街と相性の良い生態をしていたために空を群れで覆うほどに大繁殖したという説が有力。

## 用語

### 地理
リンド・ヴルム
旧人間領で魔族と人間が共存できる街。戦争時は人間領の最前線基地で、要塞都市として繁栄した。物語の主要舞台。
都市の名は飛竜を意味し、竜の加護を願ってスカディが付けた。もともと商業ルートの途上にあったため、商人が立ち寄りやすい。
ヴィヴル山脈の山麓に位置するため、昼は暖かくとも、山から冷たい風が流れ込むため夜の気温は驚くほど下がり、冬には毎年多くの雪が積もる。一方で、夏はからりとして快適と言われ、よほど暑さに弱い種族でもない限り、水浴びや打ち水をするだけで充分に夏を耐えられる。「竜の街の名月、黄金の輝きに劣らず」と称えられる月見の名所で、大陸に名だたる景勝の1つと言われている。
巨大魔族の侵攻に耐えられるように、見上げるように高い防壁が作られている。壁の内側を中心部とするが、行政区分では外側にあるアルルーナ農場、ハーピーの里、デッドリッチ墓場街もリンド・ヴルム市に含まれる。
停戦によって存在意義を失いかけ、商人や元捕虜が失業する危機にあったが、スカディが魔族を多く移住させ、商人の生活を守りつつ、人口を維持、様々な生態の魔族たちのために都市計画を作り上げ、魔族にも暮らしやすい街を実現した。人間領の都市のように貴族が統治するわけではなく、施策は議会の可決を得てから実行される。
軍隊を持たないが、議会直下の警邏隊が優秀なので治安は悪くない。警邏隊は実力主義であり、功績を認められれば新人でもすぐに昇進できる。隊員にはミノタウロス族やオーガ族などが多い。平隊員は白い制服を着るが、武功をあげると制服を好みの色に染めることを許される。
結婚制度は一夫一妻制であったが、一夫多妻型のハーレムを形成するセルキーや獣人系魔族、一妻多夫型の社会を持つ昆虫系魔族といった、重婚の文化を持つ種族からの要求を受けて6巻にて条例改正が行われ、その両方が認められることになった。
教育機関が存在しないので識字率にはバラつきがあり、文字を読めても書けない者が意外と多い。
リトバイト診療所
グレンが医院長を務めるリンド・ヴルム唯一の診療所。
中央病院では手が回らない小さな怪我や風邪といった軽い症状を見ることが主な目的となっている。だが、時に都市の運営にも関わる重大な問題の解決に駆り出されることもある。
リンド・ヴルム中央病院
クトゥリフが医院長を務める大病院。設備が充実し、難しい手術をもこなせる反面、業務は激務となっている。
軍病院を戦後に大きく改装した施設で、市民のための病院として生まれ変わっている。大陸においても魔族医療に関して比肩する病院は存在せず、最新設備と、院長の優秀な弟子たちによって難病、奇病を数多く治した実績がある。
リンド・ヴルム大闘技場
かつて人間が捕虜の処刑に使っていた闘技場。リンド・ヴルム北東に位置する。
現在はスカディの活躍もあり、一大娯楽施設となり、人間も観光に訪れている。
人間、魔族双方から闘士を募り、試合における細則を規定した。戦時の傭兵の多くが、兵士としての職を失った後、闘技場の闘士に転身した。迫力ある力と技のぶつかりあいが見られると評判で、上位の闘士が出場する試合はなかなか席が取れないことで有名。
模擬とはいえ武器は使用可で、審判が判定を下すまで狭いコロシアムの中で手加減なしの技をぶつけ合う。そのため死ぬ危険は少ないものの、怪我は日常茶飯事。闘技場専属の医師は人間専門なので、ひどい怪我を負った魔族は中央病院へ搬送される。
実力によって闘士は7つの階位に分けられ、同じ階位の闘士と戦うことになる。新人は第七階位から始め、最強の闘士である第一階位には大陸中の英雄が名を連ねている。選手層は厚く、一流と呼ばれるのは第二階位以上で、第三階位までは中堅扱い。第一階位で連勝するような強者は殿堂入りとなり、闘士を除籍される代わりに闘技場の碑に名前が刻まれ、その栄誉を永遠に讃えられる。第一階位は名誉も賞金も破格だが、下位の闘士の賞金はスズメの涙ほど。来る者拒まずだが、闘士の資格を手に入れるまで、何段階もの訓練と試験を受ける必要がある。
春と秋の年に2回、昇位試験が行われる。半年間の戦績によって見込みのある闘士を選別し、4連勝したものだけが昇格できる。ただ、誰が見ても明らかに強い闘士は特例で昇格することがある。
中央広場
ルララの職場。最近改装されて大きな噴水ができた。
リンド・ヴルム議会
中央広場に建つ、スカディが代表を務める議会場。リンド・ヴルムの中枢で強力な警邏がいる。
闘技場に匹敵する規模の巨大な石造りの建物。ところどころに彫刻などの装飾はあるものの、基本的には実用一辺倒の施設である。
リンド・ヴルムの政策は全てここで決定している。
正面には街の要事を話し合う大会議場がある。裏手にはスカディや苦無の居室、外部から来た要人を迎える客室などにつながっている。
書類の偽造、不正を防ぐために、嗅覚に優れた狼型獣人が多く勤めている。
尖塔
議会の隣に建つ、かつて人間領の教会であった場所。今は時を知らせる鐘の役割のみが残っている。
リンド・ヴルムを一望できる塔で、イリィが配達の途中に休息したりしている。
メロウ水路街
リンド・ヴルム北西地区にある水中都市。水棲魔族が暮らす。リンド・ヴルムの観光資源の1つで、独特の景観や多くの土産物を目当てに大陸中から数多くの人が訪れる。
陸棲魔族や人間の移動は基本的にゴンドラ。水棲魔族は水中を移動し、生活している。
かつて使われていなかったスラム街であったが、防水加工を施し、大規模な土木工事で川の流れを一部流入させ水中都市を完成させた。
最新鋭の下水設備や清らかな上水を有し、これらを操作するため、非常に複雑な水流が流れている。流れ込む水は濾過して上水にし、下水設備を流れる排水は生活圏内とは全く別のルートを通って街の外へ捨てられる。船でとても通りづらい水上の迷宮と化しているため、水棲魔族の住む街区では水夫がマーマンやマーメイドに交代して直接曳く。水路へゴミを捨てる行為は原則禁止されている。
スカディの尽力で作られた地域で、多額の予算を計上した。
土産物として透明感と独特の色合いが特徴の『メロウガラス』が特に人気。最近ではメロウガラスのランプに火を灯してマーメイドたちがパフォーマンスを繰り広げるナイトショーが大盛況。
街を水に沈めた際に水上へ残された家屋の大部分は、沈めた当時のまま放置され整備が行き届ていなかった。その点を元傭兵の違法奴隷商に利用されてしまったため、捕らえた奴隷商を人足として苦無の指揮で改築が行われた。これにより新たに橋が架けられるなど徒歩での利便性が高まり、すぐに水路街の中心部まで到達できるようになって、船では利用が難しかった料理の屋台も数を増やしている。
キュクロ工房
リンド・ヴルムの南部、職人街にある工房。サイクロプス族が多く働いている。
中央病院や診療所にも医療器具を納品する、グレンたちの得意先。
かつては鍛冶専門だったが、時代を経て様々な職人が集まるようになり、今では金属のみならずガラス製品や陶器、果ては木材加工やレンガなど、布以外の日用品全般を扱っている。水路街の機械や天体望遠鏡のレンズ、医療具などの専門的な道具も作っており、リンド・ヴルムの生産力を支えている。
工房内には様々な機械があり、親方と呼ばれる工場長の前には1年中火が消えない巨大な炉がある。そのため、工房内はかなりの高温乾燥状態となっている。
ほとんどの職人はかつて武器製造に関わっていたため、武器と関係のない仕事を欲していた。そのため人を救うための医療具の製造を歓迎しており、中央病院や診療所とは積極的に取引している。
大烏賊の寝床亭（いかのねどこてい）
サーフェとアラーニャが行きつけの大きな酒場。リンド・ヴルム中央広場を水路街方面に少し進んだところに軒を構える。
クラーケンの女将が経営する。オススメメニューはイカ墨パスタ。最近では女将が大陸中の珍しい酒を集めている。
ラドン花街
リンド・ヴルムにおける娼婦の街、いわゆる風俗街。街の南側にあり、娼館が立ち並んでいる。アルルーナが管轄している。
女性には見習い娼婦もいて、未成年でも出入りできるが、男性に限り未成年は立ち入り禁止。性産業では様々なトラブルが予見され、放置しておけば犯罪の温床になりかねないため、配属される警邏隊も女性のみ、娼館にいるのは全て公娼、議会によって厳しく営業状況を審査される。娼婦になるしかなかった女性たちを庇護する役割を持つ特殊な場所で、悪い男と縁を切って娼婦になった女性もいる。
その名の由来になった大花壇には、色とりどりの花が咲き乱れ、蝶のごとく着飾った娼婦たちが客を誘う。街を照らすランタンには色紙が巻きつけられ、性的興奮を高めるために、ピンクや紫、薄い青の照明を演出する。娼婦たちは娼館の窓から姿を覗かせ、アピールに惹かれた客は、宿の入り口にいる婆様と値段交渉する。異種族の娼婦を買えることから、大陸中の好事家が集まりたくさんの客で賑わっており、表立っては宣伝できないが、リンド・ヴルムの重要な観光資源となっている。
デッドリッチ墓場街
アンデッドやゴーストたちが住まう地区。リンド・ヴルムの北部の丘陵地帯に川を挟んで位置する、医者の要らぬ街。通称、墓場街、墓場街区。郊外に作られた集団墓地で、ヴィヴル川に渡された石橋を越えた先にある。
居住区の入り口には錆び付いた鉄門がある。また、墓場街周辺は霊体が発する瘴気のせいで常に薄曇りである。呪防柵が張り巡らされていて、死霊系魔族は自由に出入りする事は出来ない。
アンデッドの住居に困ったスカディが苦無の意見を聞き廃墟をもとに作り上げた街。戦争の影響で人の住まなくなった小さな村が元になっている。現代ではリンド・ヴルムのものだが、遡ればメルドラク家の領地。
魔族や人間の墓場は手前にあり、居住区はさらにその奥に位置する。
アンデッドの市民のほとんどは、アンデッドが多いと街のためにならないと考えており、実際同族同士の方が落ち着くという理由もあって、自発的に墓場街で生活している。
一応は観光地で、肝試し目的で訪れる者も一定数存在する。
本来無秩序な場所で、ホテルの支配人が住人に秩序を守らせる管理を兼任する。先代支配人であったスケルトンの初代モーリー・ヴァニタスがジョウブツした後、ショゴスの2代目モーリーがその役目を受け継ぐ。
代替わり以降は、「明るく楽しいお化け屋敷！」をコンセプトにさらなる観光地化を進めている。
実は瘴気の正体は「デッドリッチ蚊」と名付けられた特殊な羽虫であり、ケンタウロスにここを苦手とする者が多い理由も、尾けられているような気配や甲高い音として敏感に知覚してしまうからであった。
デッドリッチ・ホテル
居住区の門をくぐり正面に見える巨大な洋館。墓場街で唯一、他の地域からの観光客などをもてなす場所。元々メルドラク家の別荘で、今も持ち主はメルドラク家であり一家で長期滞在している。
教会
先代支配人が葬られた棺桶のあった教会。

アルルーナ農園
アルルーナの経営する農園。リンド・ヴルム南の裾野に位置する。紋章は大輪のバラ。
作物の得意先はケンタウロス族。サーフェがティサリアから貰った高級ワインの原料ブドウもここのもの。上質な葡萄酒やハチミツのような保存のきく食品は、人間領へも輸出されている。
植物系魔族や獣人系魔族が多く働く。とにかく人手を必要とするため、リンド・ヴルムの雇用を支えている側面もあり、繁忙期のみ臨時で農作業に従事する住民も多い。
5巻のバロメッツ騒動後はヒツジ種子が土地の土に潜るようになり、『荒絹縫製』にヒツジの毛を売却する専属契約を結ぶ。
ハーピーの里
ヴィヴル山脈中腹にあるハーピーたちの里。族長が治めている。リンド・ヴルムからはやや離れた場所だが、行政区分上はリンド・ヴルム市という扱い。
この里に住むハーピーたちはリンド・ヴルムに買い出しに来たり、逆に里でしか取れないようなものを売りに来たりする。
木造建築が主流で、飛べる個体は断崖絶壁に家を建て、谷底にも飛べない個体や他の種族のための家が作られる。冬は雪に閉ざされるため、動ける者が空を飛び、必要なものを手に入れて里に戻るという相互の助け合いで里を維持しており、住民は飛べない者に対しても優しい。
300年ほど前にディオネの歩みで家が崩れてしまったことがあり、現在でも巨神に滅ぼされかけたことがあるという伝承が残っていた。

ヴィヴル山脈
魔族領と人間領の境辺りにある峻険な山脈。冬には山頂に雪が積もり、氷商はここから氷を調達している。リンド・ヴルムの西方に位置する。
伝説では粗暴なギガス族を閉じ込めるため、神々が重石として乗せたものだと言われている。
ヴィヴル大河
大陸有数の清らかな清流。メロウ水路街はこの河川からヴィヴル運河という運河を引いている。リンド・ヴルムの東方を流れる。
内陸にあるリンド・ヴルムにとって水産資源が取れる貴重な場所で、水棲魔族が漁をしたり、水草の養殖を行なっている。

ネメア
終戦後に獣王レオクレスが建造した魔族領の首都。魔族領の中心に位置している。魔族の意思を統一するための象徴として、魔族が一つであることの証明として生まれた。
新たな時代の都市としての機能を持ち、整備された道路、巨大なマーケット、各種族の信仰に合わせた教会、街を周回するケンタウロス車と停車駅、巨大な大学施設「ネメア・アカデミー」といった先進的な施設がいくつも作られている。
ネメア・アカデミー
首都ネメアにある巨大な大学施設。のちの時代に活躍する人材を多数輩出する教育機関で、医学部、運動部、魔術学部、家政学部など多数の学部に分かれ、大陸各地から有能な学者が招聘されて、最先端の教育がなされる。建前としては全ての種族に分け隔てなく門戸を開いているが、あくまで魔族のための学校であり、人間の入学者はグレンが最初であった。
格安の学生食堂があり、菜食、肉食、魚食、穀類など様々な食性に合わせた食事が提供される。

ヘィアン
人間領の首都。ひときわ広い平地と、美味い飲み水の流れに恵まれた島をまるごと一つ首都として発展させた。行政の中心で、人間領を支配する帝が住む御所、帝を補佐して行政を行う元老院が存在し、元老院の職員や警固役、そして貴族を相手にする商人だけしかいない島で、農地や工場はない。大規模な工事によって、都の通路は整然とした碁盤目状となっている。リンド・ヴルムからは船を乗り継いで2週間ほどかかるが、空を飛べる魔族ならおよそ1日で往復できる。基本的に人間しかおらず、そのほとんどが魔族嫌い。家屋は木造建築なので火が回りやすく、火付けは殺人を上回る重罪として扱われる。
ソーエンの隠れ里
首都ヘィアンから廻船ですぐに行ける距離にある、魔族だけが暮らしている島。塩害により作物が育たない元老院にとっての無用の土地であったため、公爵から外様の商人であるソーエンに嫌がらせで下賜された。里の人口は50人ほどで、鬼、ラミア、アラクネ、ハーピー、マーメイドが数名ずつ暮らしている。ソーエンとサキが東の魔族を集めて少しずつ開墾しており、まだ田畑は少ないが、豆や穀物以外に少量だが薬草も作っている。

### 組織
東方商会同盟
人間領東端の商人たちの同盟。人間領全ての通商ルートすべてを掌握している。
グレンの父はこの商会同盟の幹部で、戦時中、頭打ちであった経済成長の打開策として、魔族との通商ルート開拓を模索し、ラミアのネイクス一族と協定を結ぶ。
人間領へはラミアの薬品、人魚のガラス製品、アラクネの織物など貴重で高品質な商品を輸入し、逆に環境が過酷で農業が発達しなかった魔族領には人間が育てた農作物を輸出している。
スキュテイアー運送
戦後、傭兵という職を失ったケンタウロス族の多くが就職した運送業のうち、もっとも代表される会社。紋章は交差した2本の槍。
ティサリアの父エクタフが起業し代表を務めている。
その仕事は多岐に渡り、宅配便からキャラバンまでこなす。小包から人まで、がモットーで、素早い流通と堅実な仕事ぶりから市民の信頼を集めている。野盗や山賊から荷物を守ってもらえるため、キャラバン隊の長距離輸送も信頼されている。
一族経営の色が強いが、車の整備をするサイクロプスの従業員もおり、最近ではハーピーの里と提携し、速達、伝令に特化した手紙と小包専門の空輸部門を設立する。
荒絹縫製
アラーニャがデザイナーを務める服飾会社。デザイナーは全てアラクネ族。大陸中に支店を持つ。
サーフェのインナーや服はこの会社のもの。
バロメッツ騒動の時はリンド・ヴルム支店で職員の多くが『眠り病』に倒れ、残った者に負担がかかって『喪糸病』を発症する事態に陥ったこともあり、アラクネの糸の代用品としてバロメッツ製の糸の研究を行うことになった。
黒後家党
盗み、乱暴を良しとする仏神『阿絡尼陀（アラクニダ）』を奉じる新興宗教。実態は治安を乱す賊でしかなく、首都の商家も襲撃にあっている。元々はアラーニャの母親に惚れこんだ元馬借の男が結成した盗賊団の残党。拠点や集会がなく、アラクネのフェロモンを利用した塗料と暗号文で情報をやり取りし、盗む予定の商家へ直接集合して、警固役が対処に困っているうちに四方八方へ逃げていくので、尻尾を掴むことも難しい。首魁の束縛を嫌ったアラクニダは組織を去っているが、当時を踏襲した行動を続けていた。証拠品を犯行声明に使い回すずさんな手口から、アラーニャに出し抜かれておびき出され、アルルーナと娘たちを中心としたメンバーにより捕縛される。

### その他
戦争
かつて人間と魔族の間で繰り広げられた100年に渡る大きな戦争。互いの領土を不可侵とすることで、10年前に終戦。
戦争開始当初は平原を両者の大軍勢が相対する大きな闘いもあったが、戦争が進むにつれ人々は疲弊し、戦争の規模もだんだんと縮小。終戦間際には小さな小競り合い程度になったという。
諍いの原因は諸説あるがどれも確証がない。
スカディ曰く、グレンの父が終戦の要因を作ったとのこと。
魔術、呪術、幻術
ドラゴンや霊体魔族などが使う技。これらを専門に扱う職業や研究機関も存在する。過程が同一でもいつ誰が実行するかによって結果が変わる不確定さを持ち、客観性や再現性が低いので科学とは認められない。
収穫祭
毎年の収穫を祝うため、墓場街で秋に大々的に行っていた祭。初代モーリーが始めたが、喧騒を嫌うメルドラク家の通達で数年前から開催を見送ってきた。だが、2代目モーリーが復活を企画し、グレンとプラムがメルドラク卿の説得を行ったことで開催が決定した。
本来の起源は冥界から帰ってくる祖霊を歓迎するための行事であり、墓場街で行われるのも秋に死んだ魂が現世を懐かしんで還ってくるからという理由がある。
メロウガラス
魔族領の南にある閉鎖された島で生産されていた上質なガラス製品。その島は海流の複雑さから人魚をはじめとする水棲魔族だけしか訪れられなかったため、ガラス職人は人魚が曳く船でしか出入りできず、絶対に技術流出しない環境で研鑽が重ねられた。時代が下り島は既に存在しないが、製法だけは人魚たちに口伝で伝えられ、以降も人魚たちに認められた職人に伝授されている。

## 制作背景
折口の過去作『シスターサキュバスは懺悔しない』が刊行されていた当時、折口自身は「モンスター娘」を突き詰めていたわけではなかったが、読者からの人外に対する熱量が凄まじかったことから、本作ではそれを突き詰めようと考える。物語は「モンスター娘を掘り下げる悩み相談」を軸として考えており、医療であれば自身の書きたい物語が書けると考え本作が誕生した。
折口はモンスター娘を描くにあたって、リアリティを持たせるために元となる動物の生態を参考にしている。そして、モンスター娘には「実際に存在してそう感」を演出したいと考え、そのためにモンスター娘たちはどのような文化を持ち、どのような生活をしているのかを十分に考える必要があるとしており、それらを考えるほどリアリティが生まれるとしている。また、モンスター娘たちの性格はモデルとなる動物の性質を土台にしている傾向はあるとしながらも、テンプレになりすぎてもテンプレから外れすぎても面白くないと考えていることから、匙加減は非常に難しく、どこからどこまでが種族の特性なのかは言い切れないとしている。

## 既刊一覧

### 小説
- 折口良乃（著） / Zトン（イラスト） 『モンスター娘のお医者さん』 集英社〈ダッシュエックス文庫〉、全11巻
  - 1. 2016年6月24日発売[8]、ISBN 978-4-08-631120-5
  - 2. 2016年12月22日発売[9]、ISBN 978-4-08-631160-1
  - 3. 2017年6月23日発売[10]、ISBN 978-4-08-631188-5
  - 4. 2018年2月23日発売[11]、ISBN 978-4-08-631231-8
  - 5. 2018年12月21日発売[12]、ISBN 978-4-08-631284-4
  - 6. 2019年7月25日発売[13]、ISBN 978-4-08-631321-6
  - 7. 2019年11月22日発売[14]、ISBN 978-4-08-631340-7
  - 0. 2020年3月25日発売[15]、ISBN 978-4-08-631358-2
  - 8. 2020年7月22日発売[16]、ISBN 978-4-08-631373-5
  - 9. 2021年2月25日発売[17]、ISBN 978-4-08-631403-9
  - 10. 2022年3月25日発売[18]、ISBN 978-4-08-631460-2

### 漫画
2017年5月21日開催の人外系同人誌即売会「人間じゃない♪」R3のカタログ内にてコミカライズ企画が進行中であると発表され、2017年8月25日に徳間書店の月刊COMICリュウweb上での連載が決定した。連載開始は2018年2月26日、毎月第4月曜日更新。
2020年7月26日からスピンオフである『モンスター娘のお医者さん0』が「水曜日はまったりダッシュエックスコミック」において連載開始。キャラクター原案はZトン・ソロピップB、作画担当は木村光博。
- 折口良乃（原作） / Zトン（キャラクター原案）・鉄巻とーます（作画） 『モンスター娘のお医者さん』 徳間書店〈RYU COMICS〉、既刊2巻（2020年3月13日現在）
  1. 2019年1月12日発売[23]、ISBN 978-4-19-950666-6
  2. 2020年3月13日発売[24]、ISBN 978-4-19-950700-7
- 折口良乃（原作） / Zトン・ソロピップB（キャラクター原案） / 木村光博（作画） 『モンスター娘のお医者さん0』 集英社〈ヤングジャンプ・コミックス〉、既刊2巻（2021年6月18日現在）
  1. 2021年2月19日発売[25]、ISBN 978-4-08-891811-2
  2. 2021年6月18日発売[26]、ISBN 978-4-08-892016-0

## テレビアニメ
2019年11月にテレビアニメ化が発表され、2020年7月から9月までTOKYO MXほかにて放送された。

### スタッフ
- 原作 - 折口良乃[6]
- イラスト・モン娘設定監修 - Zトン[6]
- 監督 - 岩崎良明[6]
- シリーズ構成 - 白根秀樹[6]
- キャラクターデザイン - 加藤裕美[6]
- 総作画監督 - 加藤裕美、橋口翔太郎、内田利明、渕脇泰賀（第7話以降）
- 美術監督・美術デザイン - 桑原悟[6]
- プロップデザイン - 岩永悦宜[6]
- 色彩設計 - 勝田綾太[6]
- 撮影監督 - 國重元宏[6]
- 編集 - 木村祥明[6]
- 音楽 - TO-MAS[6]
- 音楽プロデューサー - 臼倉竜太郎
- 音楽制作 - ランティス
- 音響監督 - 明田川仁[6]
- 音響制作 - マジックカプセル[6]
- チーフプロデューサー - 宮﨑薫、小岐須泰世
- プロデューサー - 谷慎太郎、西川和良
- アニメーションプロデューサー - カルキ ラジーブ
- アニメーション制作 - アルボアニメーション[6]
- 製作 - リンドヴルム医師会（バンダイナムコアーツ、博報堂DYミュージック&ピクチャーズ）

### 主題歌
「カンパネラ響く空で」
ARCANA PROJECTによるオープニングテーマ。作詞は安藤紗々、作曲・編曲は高田暁。
「やさしさの名前」
鈴木愛奈によるエンディングテーマ。作詞は森由里子、作曲は戸田一義、編曲はIKW。
「Water flows down passages」
Shayleeによる第2話挿入歌。作詞は松井洋平、作曲は伊藤真澄とミト、編曲はうたたね歌菜。Shayleeは英語補作詞も担当する。

### 各話リスト
| 話数   | サブタイトル                 | 脚本     | 絵コンテ | 演出     | 作画監督                                                                           | 初放送日       |
| ------ | ---------------------------- | -------- | -------- | -------- | ---------------------------------------------------------------------------------- | -------------- |
| 症例1  | 闘技場のケンタウロス         | 白根秀樹 | 岩崎良明 | 北川正人 | 小川浩司 橋口翔太郎 田仲マイケル 高橋宏郁 池田竜也 飯飼一幸 高瀬ゆり子 川本由記子  | 2020年 7月12日 |
| 症例2  | 水路街のマーメイド           | 白根秀樹 | 米林拓   | 横山広行 | 清水博幸 橋口翔太郎 高橋宏邦                                                       | 7月19日        |
| 症例3  | 医者嫌いのフレッシュゴーレム | 白根秀樹 | 工藤利春 | 村上勉   | 森悦史 青野厚司 斉藤和也 能地清 徳田夢之介 内田利明 永田有香                       | 7月26日        |
| 症例4  | 不治の病のラミア             | 白根秀樹 | 中津環   | 石黒達也 | 篠原健二 しまだひであき 吉田肇 服部憲知                                            | 8月2日         |
| 症例5  | 捻挫のケンタウロス           | 久尾歩   | 米林拓   | 下司泰弘 | 清水博幸 丸英男 遠藤省二 塩澤枢 高橋宏邦                                           | 8月9日         |
| 症例6  | 飛べないハーピー             | 沢木褄   | 工藤利春 | 真夏華   | 橋口翔太郎 工藤利春 児玉健二 飯飼一幸 高橋宏邦 高瀬ゆり子                          | 8月16日        |
| 症例7  | 享楽のアラクネ               | 久尾歩   | 須永司   | 横山広行 | 遠藤省二 池田竜也 小澤和則 永田有香                                                | 8月23日        |
| 症例8  | 進撃のギガス                 | 沢木褄   | 米林拓   | 北川正人 | 塩澤枢 斉藤和也 森悦史 青野厚司 児玉健二 高橋宏郁                                  | 8月30日        |
| 症例9  | 倒れたドラゴン               | 白根秀樹 | 工藤利春 | 木村佳嗣 | 清水博幸 飯飼一幸 高橋宏邦                                                         | 9月6日         |
| 症例10 | 自虐のサイクロプス           | 白根秀樹 | 所俊克   | 下司泰弘 | 篠原健二 日根野優子 大高雄太 青木真理子 吉田肇 田中克憲                            | 9月13日        |
| 症例11 | リンド・ヴルム大手術         | 白根秀樹 | 横山彰利 | 横山広行 | 能地清 寺田浩之 飯飼一幸 工藤利春 丸英男 南伸一郎 森悦史 塩澤枢 高橋宏郁           | 9月20日        |
| 症例12 | 竜の街のお医者さん           | 白根秀樹 | 須永司   | 北川正人 | 服部憲知 斉藤和也 青野厚司 川本由記子 永田有香 池田竜也 飯飼一幸 高橋宏邦 遠藤省二 | 9月27日        |

### 放送局
| 放送期間                | 放送時間                     | 放送局     | 対象地域 | 備考                      |
| ----------------------- | ---------------------------- | ---------- | -------- | ------------------------- |
| 2020年7月12日 - 9月27日 | 日曜 23:00 - 23:30           | TOKYO MX   | 東京都   |                           |
|                         |                              | KBS京都    | 京都府   |                           |
|                         | 日曜 23:30 - 月曜 0:00       | サンテレビ | 兵庫県   |                           |
| 2020年7月15日 - 9月30日 | 水曜 0:30 - 1:00（火曜深夜） | BS11       | 日本全域 | BS放送 / 『ANIME+』枠     |
| 2020年7月16日 - 10月1日 | 木曜 23:00 - 23:30           | AT-X       | 日本全域 | CS放送 / リピート放送あり |

| 配信開始日    | 配信時間                                              | 配信サイト |
| ------------- | ----------------------------------------------------- | --- |
| 2020年7月4日  | 土曜 19:30 更新（第1話） 火曜 12:00 更新（第2話以降） | dアニメストア |
| 2020年7月14日 | 火曜 12:00 更新                                       | Amazonプライム・ビデオ GYAO!ストア J:COMオンデマンド TSUTAYA TV TELASA DMM.com ひかりTV HAPPY動画 バンダイチャンネル ビデオマーケット milplus ムービーフル Rakuten TV |
| 2020年7月17日 | 金曜 12:00 更新                                       | ニコニコチャンネル AbemaTV Netflix バンダイチャンネル U-NEXT |
|               | 金曜 23:00 - 23:30                                    | ニコニコ生放送 |

### BD / DVD
| 巻 | 発売日         | 収録話         | 規格品番  |
| -- | -------------- | -------------- | --------- |
| 1  | 2020年10月28日 | 第1話 - 第4話  | BCXA-1552 |
| 2  | 2020年12月24日 | 第5話 - 第8話  | BCXA-1553 |
| 2  | 2021年2月25日  | 第9話 - 第12話 | BCXA-1554 |

| 巻 | 発売日         | 収録話          | 規格品番  |
| -- | -------------- | --------------- | --------- |
| 1  | 2020年10月28日 | 第1話 - 第2話   | BCBA-5008 |
| 2  | 2020年11月26日 | 第3話 - 第4話   | BCBA-5009 |
| 3  | 2020年12月24日 | 第5話 - 第6話   | BCBA-5010 |
| 4  | 2021年1月27日  | 第7話 - 第8話   | BCBA-5011 |
| 5  | 2021年2月25日  | 第9話 - 第10話  | BCBA-5012 |
| 6  | 2021年3月26日  | 第11話 - 第12話 | BCBA-5013 |

### Webラジオ
2020年7月8日に『モンスター娘のお医者さんスペシャルラジオ グレンとサーフェ、ドキドキ診療中！』が音泉から配信されていた。パーソナリティはグレン・リトバイト役の土岐隼一とサーフェンティット・ネイクス役の大西沙織。